# Liste der Backsteinbauwerke der Gotik in den Niederlanden

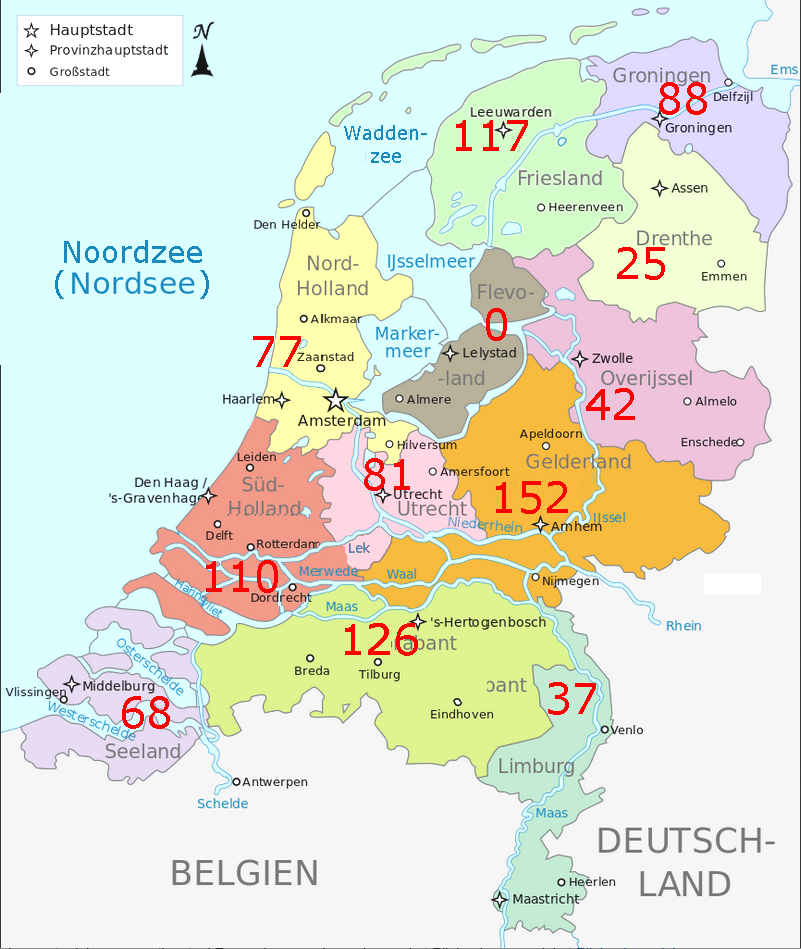
Provinzen der Niederlande mit Anzahlen der Bauten und Gruppen von Bauten der Backsteingotik

▶ Backsteinbauwerke der Gotik – Übersicht
– Siehe auch romanische Backsteinbauten in den Niederlanden –
Die Liste der Backsteinbauwerke der Gotik in den Niederlanden ist eine möglichst vollständige Zusammenstellung der Bauwerke der Backsteingotik in den Niederlanden und Teil des alle entsprechenden Länder Europas umfassenden Listenwerks Backsteinbauwerke der Gotik. Aufgenommen sind nur Bauten, an denen der Backstein irgendwo zutage tritt oder, bei geschlämmten Oberflächen, wenigstens die Backsteinstruktur von Mauerwerk erkennbar ist.
Umfang:

Diese Liste umfasst 945 Zeilen, also Einträge von Bauwerken und Gruppen von Bauwerken.
Die Niederlande haben also, bei etwa drei Vierteln an Fläche, etwa genauso viele gotische Backsteinbauten wie die drei Bundesländer Mecklenburg-Vorpommern, Brandenburg und Berlin zusammen.
Navigation:

Schriftbild/Schriftstile: Wo Bauten in mehreren Orten (Ortsteilen) einer Gemeinde in Folge aufgeführt sind, wurde der Gemeindename beim erstgenannten Ort/Ortsteil fett gesetzt. Die Namen so gruppierter Ortsteile sind kursiv gesetzt.
Verteilungskarten:
Für die Niederlande gibt es folgende interaktive Verteilungskarten, die jeweils mehrere Provinzen umfassen und in denen die Orte mit gotischen Backsteinbauten einzeln dargestellt sind:
- Backsteinbauwerke der Gotik/Verteilung in den Niederlanden (besonders für Mobilgeräte, nicht interaktiv)
- Backsteinbauwerke der Gotik/Verteilung in den östlichen Niederlanden
- Backsteinbauwerke der Gotik/Verteilung in Holland und Utrecht
- Backsteinbauwerke der Gotik/Verteilung in den südlichen Niederlanden

## Provinz Groningen

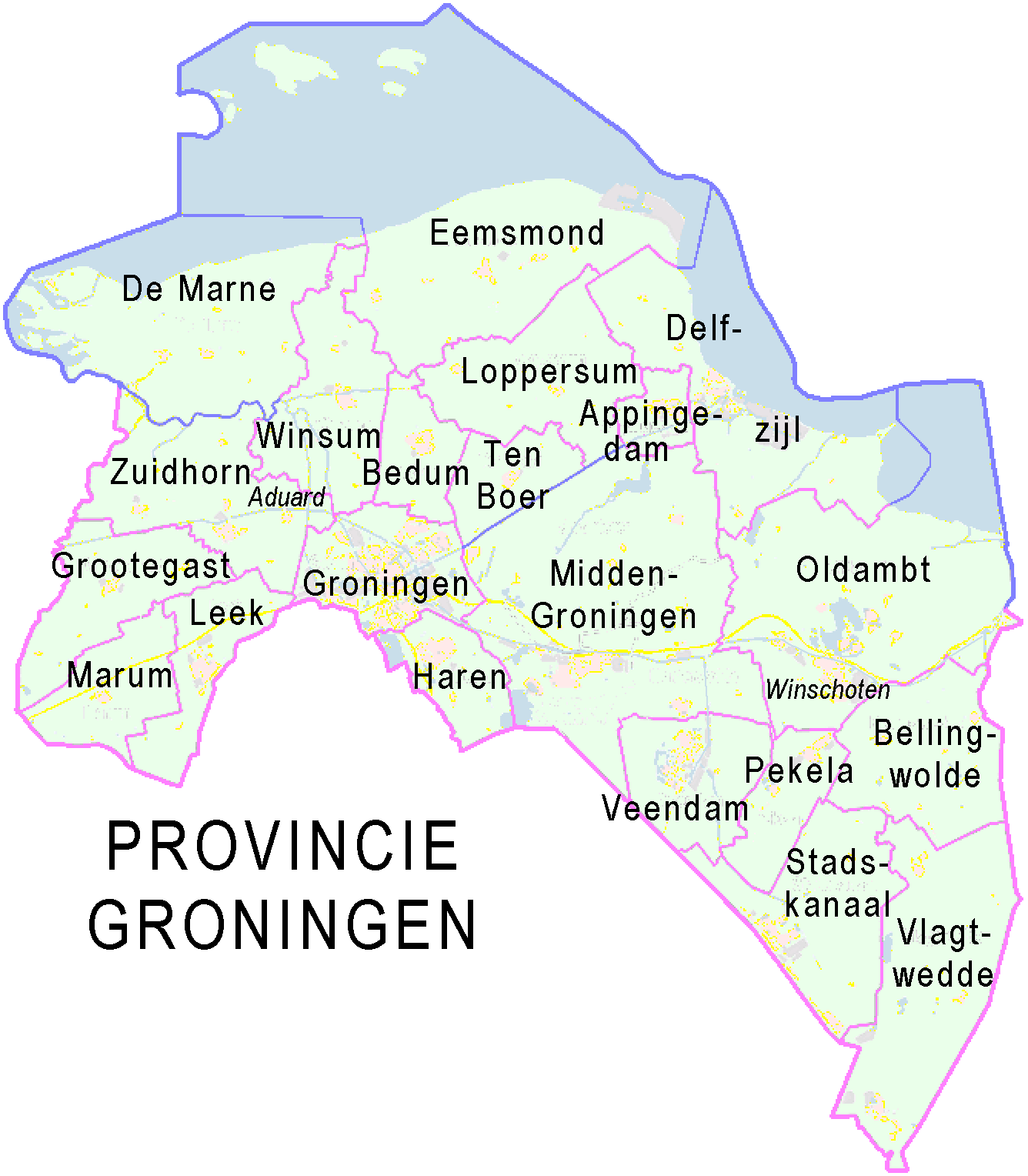
Gemeinden der Provinz Groningen

– Siehe auch romanische Backsteinbauten in der Provinz Groningen –
(Anzahl der Gebäude und Gebäudegruppen: 88)
Historischer Bezug:

Im Mittelalter zählte das Gebiet der Provinz Groningen mit Ausnahme der Stadt Groningen (auch als ‚Ommelande‘, also ‚Umland‘, bezeichnet) zu den Friesischen Seelanden. Das drückt sich auch in Ähnlichkeiten der mittelalterlichen Architektur mit derjenigen der Provinz Friesland, Ostfrieslands und des Landkreises Friesland aus.
Hintergrundinformationen:
- RCE = Datenbank des Rijksdienst voor het Cultureel Erfgoed (Reichsdienst für das Kulturerbe)
- M-GR = Band über die Provinz Groningen in der Reihe Monumenten in Nederland, verfügbar als PDF zum kostenlosen Download, siehe Literatur: Monumenten in Nederland

Bei vielen Gebäuden ist außerdem unter (CC) die entsprechende Kategorie (Bildersammlung) in Wikimedia Commons verlinkt.
| Ort                            | Bauwerk | Bauzeit | Anmerkungen | Foto |
| ------------------------------ | --- | --- | --- | ---- |
| Aduard, Westerkwartier         | „Abteikirche“ (CC) RCE 7075                                                                                         | frühes 14. Jh. | ehemaliger Krankensaal, heute prot. Dorfkirche, in der frühen Neuzeit modernisiert, im 20. Jh. wieder der mittelalterlichen Gestalt angenähert                                               |      |
| Den Andel, Het Hogeland        | Ref. Kirche (CC) RCE 8582                                                                                           | 13. Jh. | Romano-gotisch |      |
| Appingedam, Eemsdelta          | Nicolaïkerk (CC) RCE 8247                                                                                           | 15. Jh. | Vorgängerbau 1225 |      |
| Appingedam, Eemsdelta          | Haus Dijkstraat 24, M-GR S. 68, kein Denkmalstatus                                                                  | 14. Jh. | |      |
| Baflo, Het Hogeland            | Ref. Laurentiuskerk (CC) RCE 8578                                                                                   | seit um 1211 | begonnen aus Tuffstein, danach romanisch aus Backstein, danach gotisch aus Backstein, Turm um 1500                                                                                           |      |
| Bedum, Het Hogeland            | Walfriduskerk (CC) RCE 8728                                                                                         | Backstein ab 1481 | romanischer Tuffbau ab etwa 1050; schiefer Turm |      |
| Beerta, Oldambt                | Reformierte Kirche (CC) RCE 8868                                                                                    | 1506–1508 | |      |
| Bellingwolde, Westerwolde      | Ref. Magnuskerk (CC) RCE 8898                                                                                       | 1527 | |      |
| Bierum, Eemsdelta              | Ref. Kirche (CC) RCE 9465, M-GR S. 76                                                                               | 2. V. 13. Jh. Wandgestaltung zunächst romanisch, aber Spitzbogengewölbe mit Backsteinmustern, got. Chor 1. H. 14. Jh.,                                                  | 2. V. 13. Jh. Wandgestaltung zunächst romanisch, aber Spitzbogengewölbe mit Backsteinmustern, got. Chor 1. H. 14. Jh.,                                                                       |      |
| Eenum, Eemsdelta               | Reformierte Kirche (CC) RCE 40300                                                                                   | seit 12. Jh. | romanisch mit gotischen (ehem.) Portalen |      |
| Eenrum, Het Hogeland           | Reformierte Kirche (CC) RCE 14548/14549, M-GR p. 83                                                                 | Schiff Ende 13. Jh.; Turm 1646–1652 | Romano-gotisch |      |
| Ezinge, Het Hogeland           | Reformierte Kirche (CC) RCE 15547                                                                                   | 13. Jh. | romanisch u. gotisch |      |
| Finsterwolde, Oldambt          | Reformierte Kirche (CC) RCE 15650                                                                                   | 1586/1587 | sehr späte Gotik; klassizistisch verändert |      |
| Fransum Westerkwartier         | Reformierte Kirche (CC) RCE 7079                                                                                    | frühes 13. und 16. Jh. | Schiff romanisch m. Veränderungen, Chor gotisch |      |
| Garmerwolde, Groningen         | Reformierte Dorfkirche (CC) RCE 9780                                                                                | 13. Jh. | Romano-gotisch |      |
| Garnwerd, Het Hogeland         | Ref. Ludgerkerk (CC) RCE 15559, M-GR S. 89                                                                          | Chor 1229 (d) spätromanisch, Schiff 1393 (d), Fenster neuzeitlich, Turm 1738 eingestürzt, 1751 neu                                                                      | Chor 1229 (d) spätromanisch, Schiff 1393 (d), Fenster neuzeitlich, Turm 1738 eingestürzt, 1751 neu                                                                                           |      |
| Godlinze, Eemsdelta            | Ref. Pancratiuskerk (CC) RCE 9469                                                                                   | 12.–16. Jh. | Romano-gotisch |      |
| Groningen                      | Der Aa-kerk (CC) RCE 18423                                                                                          | 13.–15. Jh. | |      |
| Groningen                      | Martinikerk RCE 18555                                                                                               | 13., 15., 16. Jh. | |      |
| Groningen                      | Prinsenhof (CC) RCE 18562                                                                                           | 1436–1569 | |      |
| Groningen                      | Provinzhaus (CC) RCE 18559                                                                                          | 1550 | restauriert um 1900, backsteingotischer Flügel ehem. St.-Martins-Schule |      |
| Groningen                      | Rode Weeshuis (Rotes Waisenhaus) (CC) RCE 18670, M-GR S. 102                                                        | Anbau 15. Jh. | die meisten Gebäude später barock umgestaltet |      |
| Groningen                      | Hospitalkirche des Pelstergasthuis (CC) RCE 18654, M-GR S. 113                                                      | 1267 | |      |
| Groningen                      | Hospitalkirche des Pepergasthuis (CC) RCE 18661, M-GR S. 113                                                        | 1405 gestiftet | massive, teilw. mehrfache neuzeitliche Veränderungen, mittelalterl. Mauerwerk heute größtenteils verputzt                                                                                    |      |
| Groningen                      | Haus Brugstraat 24 (CC) RCE 18433                                                                                   | 15. Jh. | |      |
| Groningen                      | Lagerhaus „Laif en Nuver“ (CC) RCE 18437                                                                            | 16. Jh. | |      |
| Groningen                      | zahlreiche urspr. gotische Privathäuser später verändert, hier Herestraat 13 RCE 18497 und Hinckaertshuis RCE 18648 | | |      |
| Haren, Groningen               | Nicolaaskerk (Haren) RCE 20272/20273                                                                                | frühes 13. Jh. | |      |
| Hellum, Midden-Groningen       | Ref. Kirche (CC) RCE 33810 M-GR S. 139                                                                              | Schiff 1. H. 13. Jh., Chor mit Bänderung von Backstein u. Tuff 1295, roman. u. got. Formen, mittelalterl. Turm verputzt                                                 | Schiff 1. H. 13. Jh., Chor mit Bänderung von Backstein u. Tuff 1295, roman. u. got. Formen, mittelalterl. Turm verputzt                                                                      |      |
| Holwierde, Eemsdelta           | Reformierte Dorfkirche (CC) RCE 9474                                                                                | 11.–14. Jh. | romanisch Tuffstein, frühgotisch Backstein u. hochgotisch Backstein |      |
| Hornhuizen, Het Hogeland       | Ref. Kirche (CC) RCE 23670                                                                                          | | spätgot. Turm, der Obergeschoss verlornen hat; Schiff 1850 |      |
| Huizinge, Eemsdelta            | Ref. Janskerk (CC) RCE 29897                                                                                        | um 1250 | frühgotisch mit Domikalgewölben |      |
| Kantens, Het Hogeland          | Reformierte Dorfkirche (CC) RCE 23456                                                                               | Schiff um 1200, Chor spätes 13. Jh. | Schiff um 1200, Chor spätes 13. Jh. |      |
| Krewerd, Eemsdelta             | Mariakerk (CC) RCE 9479                                                                                             | Ende 13. Jh. | |      |
| Leegkerk, Gemeinde Groningen   | Ref. Kirche (CC) RCE 18755                                                                                          | 3. V. 13. Jh. u. um 1520 | romano-gotisch u. spätgotisch |      |
| Leens, Het Hogeland            | Ref. Petruskerk (CC) RCE 24000, B-GR S. 151/152                                                                     | | Schiff u. nördl. Querhaus 11. Jh. Tuffstein, m. got. Fenster aus Backstein; Chor u. Südquerhaus (12. Jh.) u. Turm (13. Jh. u. 1863) ganz Backstein                                           |      |
| Leermens, Eemsdelta            | Ref. Donatuskerk (CC) RCE 40301                                                                                     | seit 12. Jh. | romanisch in Tuffstein begonnen, zunehmend Backstein, zunehmend gotisch: Chor m. spitzem Chorbogen und Kuppelgewölbe, aber rundb. Fenster u. Außenarkaden; mehrere Fenster gotisch erweitert |      |
| Lettelbert, Westerkwartier     | Reformierte Dorfkirche (CC) RCE 23979                                                                               | 13. Jh. | urspr. romanisch, gotisch verändert |      |
| Loppersum, Eemsdelta           | Petrus en Pauluskerk (CC) RCE 26265                                                                                 | 1217–1530 | |      |
| Losdorp, Eemsdelta             | Reformierte Dorfkirche (CC) RCE 9480                                                                                | 13. Jh. | verändert 1775 |      |
| Marsum, Eemsdelta              | Reformierte Mauritiuskerk (CC), RCE 8252                                                                            | 13. Jh. | beidseits alte Portale etwas spitzbogig u. daneben korbbogig, alle Seitenfenster irgendwann vergrößert, nach 1949 romanisch rekonstruiert (Fotos 1949 u. 1965)                               |      |
| Meeden, Midden-Gron.           | Ref. Kirche (CC) RCE 28421                                                                                          | 15. Jh. | spätgotisch |      |
| Meedhuizen, Eemsdelta          | Reformierte Dorfkirche (CC) RCE 12326                                                                               | 13. Jh. | verändert um 1700 |      |
| Mensingeweer, Het Hogeland     | Reformierte Michaelkerk (CC) RCE 24004                                                                              | 13. Jh. | Schiff ab 1842 verputzt |      |
| Middelbert, Gemeinde Groningen | Ref. Kirche (CC) RCE 18758                                                                                          | | |      |
| Middelstum, Eemsdelta          | Ref. Hippolytuskerk (CC) RCE 29894                                                                                  | 15. Jh. | kreuzförm. |      |
| Midwolde, Westerkwartier       | Reformierte Dorfkirche (CC) RCE 23982                                                                               | Chor 13. Jh. | Schiff 12. Jh., romanisch |      |
| Niehove, Westerkwartier        | Reformierte Kirche (CC) RCE 7079                                                                                    | 13. Jh. | heute weltlich genutzt |      |
| Niekerk, Westerkwartier        | Ref. Kirche (CC) RCE 31416                                                                                          | gotisch 13. Jh. | roman. Tuffsteinschiff 12. Jh., ehem. Portale got. Backstein, roman. Turm Backstein u. Tuffstein (Lagen), Südquerhaus Backstein, gotisch                                                     |      |
| Noordbroek, Midden-Gron.       | Ref. Kirche (CC) RCE 31612                                                                                          | 1. H. 14. Jh. | |      |
| Noordhorn, Westerkwartier      | Reformierte Kirche (CC) RCE 41089                                                                                   | um 1280 | romanisch u. gotisch, Ostgiebel mit geweißten Blenden; Turm 1765 |      |
| Noordlaren, Groningen          | Bartholomeüskerk (CC) RCE 20292                                                                                     | 12. Jh. | gotisch modernisiert im 15. Jh. |      |
| Noordwolde, Het Hogeland       | Ref. Kirche (CC) RCE 8731 M-GR S. 244 re.                                                                           | Schiff 13. Jh., Chorjoch 14. Jh., Fenster im 17. Jh. vergrößert; Turmobergeschosse erst Ende 16. Jh. (oder 1639)                                                        | Schiff 13. Jh., Chorjoch 14. Jh., Fenster im 17. Jh. vergrößert; Turmobergeschosse erst Ende 16. Jh. (oder 1639)                                                                             |      |
| Obergum, Het Hogeland          | Reformierte Kirche (CC) RCE 39042                                                                                   | 13. u. 14. Jh. | |      |
| Oldehove, Westerkwartier       | Ref. Ludgeruskerk (CC) RCE 31395                                                                                    | 13. Jh. | romanisch u. gotisch |      |
| Oldenzijl, Het Hogeland        | Nicolaaskerk (CC) RCE 21321                                                                                         | 1. H. 13. Jh. | romanisch mit gotischen Modernisierungen |      |
| Onstwedde, Stadskanaal         | Ref. Nicolaaskerk (CC) RCE 34169                                                                                    | | Schiff gotisch |      |
| Oosternieland, Het Hogeland    | Ref. Kirche (CC) RCE 21322                                                                                          | Mitte 13. Jh. | überwiegend romanisch rundbogige Fenster und Portale, aber spitzbogige Gewölbe mit Backsteinrippen                                                                                           |      |
| Oostum, Het Hogeland           | Reformierte Kirche (CC) RCE 15575                                                                                   | Mitte 13. u. 14. Jh. | beidseits Wandgliederung mit Spitzbogenblenden, westliches Joch spätgot. ersetzt |      |
| Pieterburen, Het Hogeland      | Ref. Petruskerk (CC) RCE 14557                                                                                      | 1. H. 15. Jh. | |      |
| Scheemda, Oldambt              | Ref. Kirche (CC) RCE 33077, M-GR S. 188                                                                             | | Chor gotisch erhalten, Westgiebel klassizist. verändert |      |
| Schildwolde, Midden-Gron.      | Turm der Ref. Kirche (CC) RCE 33816                                                                                 | 1289 | romano-got. Backsteinturm ohne Strebwerk aber mit angedeutet spitzen Schallöffnungen und Blenden; Schiff 1686 errichtet u. 1882 verputzt                                                     |      |
| Sellingen, Westerwolde         | Reformierte Kirche (CC) RCE 37455                                                                                   | um 1300 | spitzbogiges (vermauertes) Südportal u. Spitzbogennische erhalten, Fenster überw. später verändert                                                                                           |      |
| Slochteren, Midden-Gron.       | Ref. Kirche (CC) RCE 33805, M-GR S. 191                                                                             | 2. H. 13. Jh. u. 1781 | Querschiff einer romano-gotischen Kreuzkirche 1781 zur heutigen Kirche umgebaut |      |
| Stedum, Eemsdelta              | Ref. Bartholomeüskerk (CC) RCE 34504                                                                                | 13. Jh. | |      |
| Ten Boer, Groningen            | Klosterkirche (CC) RCE 9779                                                                                         | 13. Jh. | Romano-gotisch, urspr. Klosterkirche |      |
| Ter Apel, Westerwolde          | Kloster Ter Apel (CC) RCE 37457 M-GR S. 200 ff.                                                                     | 1464 | ehem. Kreuzherrenkloster, ab 1619 Besitz der Stadt Groningen; mittelalt. Gewölbe 1837 entfernt, 1931 ersetzt; westl. Kreuzgangsflügel modern ersetzt                                         |      |
| Termunten, Eemsdelta           | Ursuskerk (CC) RCE 35003                                                                                            | 2. H. 13. Jh. | romano-gotisch mit Kombinationen von Rund- und Spitzbögen |      |
| Thesinge, Groningen            | Klosterkirche Thesinge (CC) RCE 9795                                                                                | um 1250 | |      |
| Tinallinge, Westerkwartier     | Ref. Kirche (CC) RCE 8589, M-GR S. 206                                                                              | | zunächst romanogotisch, spätere Fenstervergrößerungen, 1903 eingreifend erneuert, war zeitweise verputzt                                                                                     |      |
| Tolbert, Westerkwartier        | Reformierte Dorfkirche (CC) RCE 23985                                                                               | 13. Jh. | romanisch u. gotisch |      |
| Uithuizen, Het Hogeland        | Reformierte Dorfkirche (CC) RCE 21303                                                                               | 1. H. 13. Jh. | Turm älter, romanisch |      |
| Ulrum, Het Hogeland            | Ref. Kirche (CC) RCE 35863, M-Gr. S. 211                                                                            | 2. V. 13. Jh., Turm 15. Jh. | romanogotisch: außen altes Portal angedeutet spitzbogig, spätgot. Portal Spitzbogen über Korbbogen, Fenster (großent. erneuert) rundbogig, innen spitzbog. Kuppelgewölbe                     |      |
| Vlagtwedde, Westerwolde        | Reformierte Kirche (CC) RCE 37466                                                                                   | 13. Jh. | verputzt ab 20. Jh. |      |
| Wedde, Westerwolde             | Reformierte Kirche (CC) RCE 8928                                                                                    | Chor 15. Jh. | romanisches Schiff 13. Jh. |      |
| Wedde, Westerwolde             | Huis te Wedde, M-GR S. 222 (CC) RCE 8925                                                                            | Seitenbau 1486 | Wasserburg, gegründet kurz nach 1362 |      |
| Westeremden, Eemsdelta         | Ref. Kirche (CC) RCE 34513, M-GR S. 225                                                                             | Mitte 13. Jh. | |      |
| Westernieland, Het Hogeland    | Reformierte Kirche (CC) RCE 14567                                                                                   | Turm 14. Jh. | |      |
| Westerwijtwerd, Eemsdelta      | Reformierte Kirche (CC) RCE 29908                                                                                   | 13. Jh. | romano-gotisch |      |
| Winschoten, Oldambt            | Marktpleinkerk (Marktkirche) (CC) RCE 39011                                                                         | 13.–15. Jh. | frühgotisch kompakt, aber schon angedeutete Strebepfeiler |      |
| Winsum(GR), Het Hogeland       | Torenkerk (Turmkirche) (CC) RCE 39030                                                                               | 12. Jh., gotisiert im 16. Jh. | Turm 1693 |      |
| Woldendorp, Eemsdelta          | Petruskerk (CC) RCE 35008                                                                                           | zw. 1275 u. 1300 | urspr. kreuzförmig |      |
| Zandeweer, Het Hogeland        | Reformierte Kirche (CC) RCE 23471                                                                                   | ab frühem 13. Jh. | orig. romanisch, separater Turm frühes 15. Jh., Westportal gotische Formen aber 17. Jh., Fenster später vergrößert                                                                           |      |
| 't Zandt, Eemsdelta            | Ref. Mariakerk (CC) RCE 40295, M-GR p. 238                                                                          | Schiff 3. V. 13. Jh., romano-gotisch mit überw. spitzbog. Blenden u. rundbog. Öffnungen; Chor 15. Jh. hoch- bis spätgot.                                                | Schiff 3. V. 13. Jh., romano-gotisch mit überw. spitzbog. Blenden u. rundbog. Öffnungen; Chor 15. Jh. hoch- bis spätgot.                                                                     |      |
| Zeerijp, Eemsdelta             | Ref. Jacobuskerk (CC) RCE 40306                                                                                     | frühes 14. Jh. | kreuzförmiger Grundriss |      |
| Zuidbroek, Midden-Gron.        | Ref. Kirche (ehem. Petruskerk) (CC) RCE 31626, M-GR S. 240                                                          | Ende 13. Jh. | 1915 restauriert |      |
| Zuidwolde, Het Hogeland        | Ref. Kirche (CC) RCE 18224, M-GR S. 243 f.                                                                          | Schiff aus Tuffstein u. Backstein mit gotischen Fenstern, seit 19. Jh. verputzt; Turm unten Tuffstein 12. Jh., formal gotisches Glockengeschoss aus Backstein erst 1638 | Schiff aus Tuffstein u. Backstein mit gotischen Fenstern, seit 19. Jh. verputzt; Turm unten Tuffstein 12. Jh., formal gotisches Glockengeschoss aus Backstein erst 1638                      |      |
| Zuurdijk, Het Hogeland         | Ref. Kirche (CC) RCE 24027, M-GR S. 245                                                                             | | mittelalterliches Schiff heute außen verputzt, innen backsteinsichtig, Turm 18. u. 19. Jh.                                                                                                   |      |

## Provinz Friesland

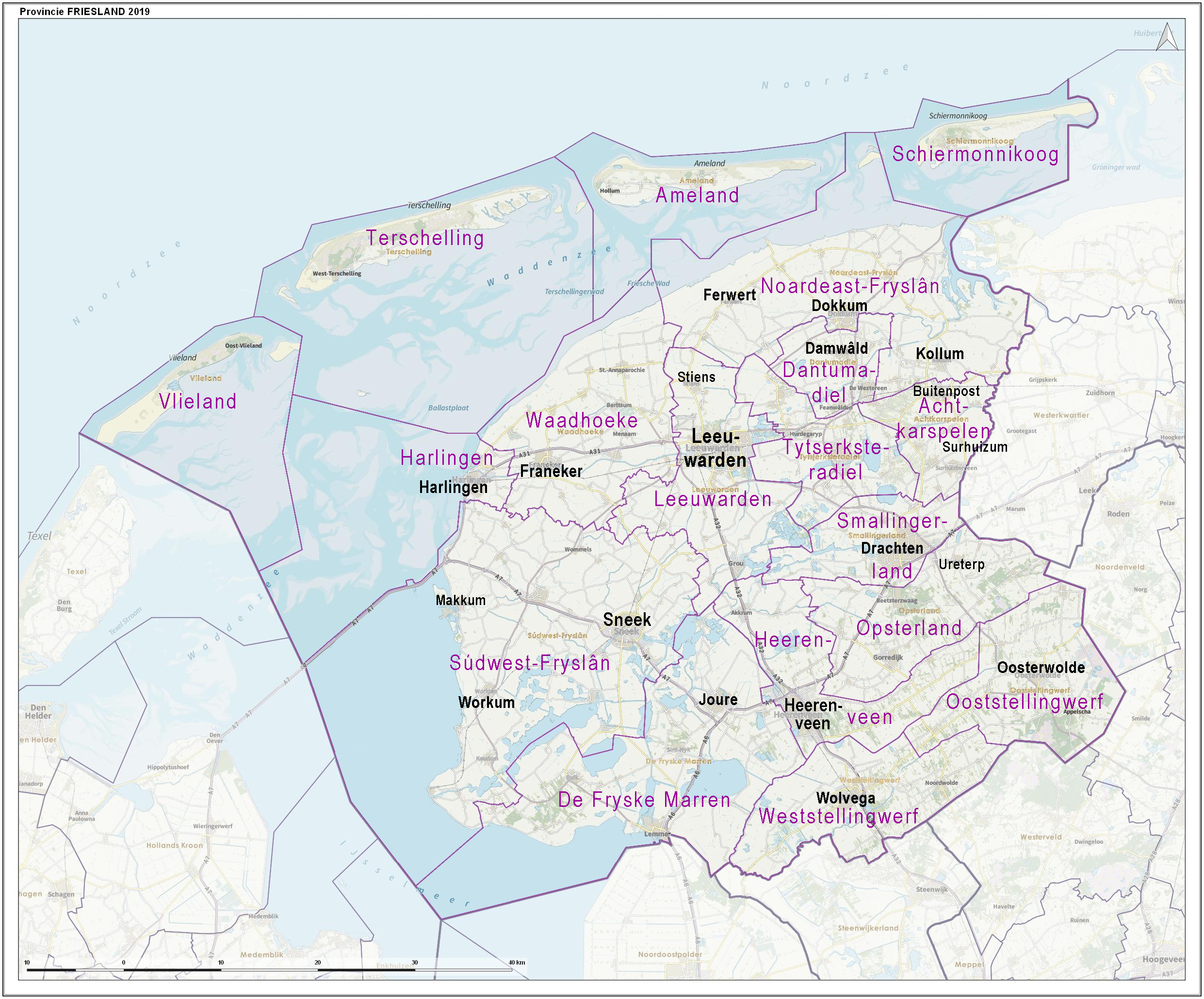
Gemeinden der Provinz Friesland

– Siehe auch romanische Backsteinbauten in der Provinz Friesland –
(Anzahl der Gebäude und Gebäudegruppen: 117)
Hintergrundinformationen:
- RCE = Datenbank des Rijksdienst voor het Cultureel Erfgoed (Reichsdienst für das Kulturerbe)
- M-FR = Band über die Provinz Friesland der Reihe Monumenten in Nederland, verfügbar als PDF zum kostenlosen Download, siehe Literatur: Monumenten in Nederland

| Ort                                           | Bauwerk                                                                                         | Bauzeit | Anmerkungen | Foto |
| --------------------------------------------- | ----------------------------------------------------------------------------------------------- | --- | --- | ---- |
| Aalsum, Noardeast-Fryslân                     | Ref. Catharinakerk (CC) RCE 31553                                                               | gotisch 1500 | romanisch (Chor Mitte 13. Jh.) mit gotischen Anbauten |      |
| Achlum, Waadhoeke                             | Ref. Gertrudiskerk (CC) RCE 15822                                                               | Backstein Ende 15. Jh. | Kern 11. Jh. aus Tuff, mit gelbem Backstein vergrößert |      |
| Aldtsjerk/Oudkerk, Tytsjerksteradiel          | prot. Kirche, ehem. Sint-Paulus (CC) RCE 35669 M-FR S. 69                                       | Mitte 12. Jh. romanisch Backstein mit Tuffsteinverkleidung, Umbauten 16. Jh. (Spitzbögen, Backstein) und 18. Jh.                                                                                              | Mitte 12. Jh. romanisch Backstein mit Tuffsteinverkleidung, Umbauten 16. Jh. (Spitzbögen, Backstein) und 18. Jh.                                                                                              |      |
| Eanjum, Noardeast-Fryslân                     | Ref. Michaëlkerk(CC) RCE 31557                                                                  | Backstein 13. Jh. | |      |
| Augustinusga, Achtkarspelen                   | Prot. Augustinuskerk (CC) RCE 7032                                                              | 15. Jh. | |      |
| Bears, Leeuwarden                             | Reformierte Mariakerk (CC) RCE 8470                                                             | 13., 14. 15. Jh. | |      |
| Beetgum, Waadhoeke                            | Turm der Ref. Sint-Martinuskerk, Bitgum (CC) RCE 28571                                          | Turm 16. Jh. | roter und gelber Backstein; Schiff 1669 |      |
| Bergum/Burgum, Tytsjerksteradiel              | Kruiskerk (Kreuzkirche) (CC) RCE 35634, M-FR S. 101                                             | 13. u. 14. Jh. | untere Turmgeschosse 12. Jh. Tuffstein, Seitenschiffe 1610/11 abgebrochen u. 1956/57 rekonstruiert |      |
| Blessum, Waadhoeke                            | ref. Dorfkirche (CC),RCE 28581, M-FR S. 84                                                      | 14., 15., Anf. 16. Jh. | massive Veränderungen 1860 |      |
| Blije, Noardeast-Fryslân                      | Ref. Nicolaaskerk (CC) RCE 15592, M-FR S. 84/85                                                 | frühes 16. Jh. | Turm 13. Jh., romanisch |      |
| Boksum, Waadhoeke                             | (CC), RCE 28584, M-FR S. 86                                                                     | Backstein 14., 15. u. 16. Jh. | |      |
| Bolsward, Súdwest-Fryslân                     | Grote of Martinikerk (CC), RCE 9812                                                             | überw. 14. Jh., Turm 15. Jh. | Vorgänger 11. Jh. Tuffstein; Pseudobasilika |      |
| Bolsward, Súdwest-Fryslân                     | Broerekerk (CC), RCE 9807                                                                       | 1281– ca. 1313 | nach Brand von 1980 ohne Dach wiederhergestellt; gelber Backstein |      |
| Bolsward, Súdwest-Fryslân                     | Heeremahuis (CC), RCE 9832                                                                      | um 1500 | aus drei Teilen; spätere Veränderungen |      |
| Boarnwert, Noardeast-Fryslân                  | Ref. Mariakerk (CC) RCE 38694                                                                   | 13. Jh. | romanisch u. gotisch |      |
| Bozum/Boazum, Súdwest-Fryslân                 | Ref. MartinuskerkAld Boazum: Sint-Martinuskerk (Ned. Hervormde Kerk) (CC), RCE 8473, M-FR S. 85 | Backstein ab 13. Jh. | roman. Tuffsteinkirche 2. H. 12. Jh., Portal u. Fenster der Nordseite gotisch aus Backstein |      |
| Brantgum, Noardeast-Fryslân                   | Reformierte Dorfkirche (CC) RCE 38695                                                           | 12. u. 16. Jh. | romanisch Tuffstein und gotisch Backstein |      |
| Buitenpost, Achtkarspelen                     | Reformierte Kirche (CC) RCE 7036, M-FR S. 98                                                    | 15. Jh. | Turm 12. u. 16. Jh. |      |
| Damwâld, Dantumadiel                          | Ref. Bendictuskerk (CC) RCE 11681, M-FR. S. 103                                                 | 12. Jh. | gotisch verändert |      |
| Damwâld, Dantumadiel                          | Ref. Bonifatiuskerk (CC) RCE 11675                                                              | 1200 | gotischer Chor |      |
| Deersum/Dearsum (Poppenwier), Súdwest-Fryslân | Ref. Nicolaaskerk (CC) RCE 32301 M-FR                                                           | 12., 16. Jh | zunächst romanisch, Spitzbogenfenster der Südwand spätgot. |      |
| Deinum, Waadhoeke                             | Ref. Johannes de Doperkerk (CC), RCE 28586                                                      | Schiff 13. Jh., urspr. romanisch, Turm kurz nach Mitte 16. Jh. | Schiff 13. Jh., urspr. romanisch, Turm kurz nach Mitte 16. Jh. |      |
| Dokkum, Noardeast-Fryslân                     | Grote of Sint-Martinuskerk (CC) RCE 13155                                                       | 1590 | gotisch u. Renaissance |      |
| Dokkum, Noardeast-Fryslân                     | Boterstraat 8, „het gotisch huis“ (CC) RCE 13099                                                | sp. 16. Jh. | Korbbogennischen |      |
| Dronryp, Waadhoeke                            | Salviuskerk (CC), RCE 38604, M-FR S. 117                                                        | Turm 1544 | nur Turm noch backsteinsichtig; vom roman. Kernbau Bogenfries der Nordwand und Hagioskope erhalten, Chor u. Schiff sonst 1505, im 17. Jh. klassizistisch überformt u. verputzt                                |      |
| Easterein/Oosterend, Súdwest-Fryslân          | Ref. Martinikerk (CC), RCE 21548, M-FR S. 125                                                   | 13. od. 14. Jh. | Sakristei 13. Jh.; Turm 1688 errichtet oder umgebaut |      |
| Easterlittens, Leeuwarden                     | Ref. Margarethakerk (CC) RCE 8506, M-FR S. 123                                                  | Fenster 15. Jh. | Schiff 12. Jh. (teilw. Tuff, viel später in neuzeitl. Backstein erneuert) u. Chor 13. Jh. romanisch |      |
| Easterwierrum/Oosterwierum, Súdwest-Fryslân   | Kirchturm (CC) RCE 8511                                                                         | 13/14. Jh. | romanisch u. gotisch, Kirche 1905 abgerissen |      |
| Ie, Noardeast-Fryslân                         | Ref. Gangulfuskerk (CC) RCE 31568                                                               | 2. V. 13. Jh. | „romano-gotisch“, Fenster der Südwand später mehrfach verändert |      |
| Ferwert, Noardeast-Fryslân                    | Ref. Martinuskerk (CC) RCE 15581                                                                | 15./16. Jh. | |      |
| Ferwert, Noardeast-Fryslân                    | Vrijhof 5 „Prebendehuis“ (CC) RCE 15609 M-FR S. 129                                             | 15. Jh. | kleines „Steinhaus“, zeitweise Pastorei |      |
| Finkum, Leeuwarden                            | Ref. Vituskerk (CC) RCE 24529                                                                   | 13.–16. Jh. | romanisch mit gotischen Modernisierungen |      |
| Franeker Kernort von Waadhoeke                | Grote- of Martinikerk (CC), RCE 15661 u. RCE 15662, M-FR S. (123–)133                           | 1400 – 2. H. 15. Jh. | Pseudobasilika mit hölzernen Tonnengewölben, einziger Umgangschor der Provinz |      |
| Franeker Kernort von Waadhoeke                | Cammingha- oder Sjaerdemahuis (CC), RCE 15771 M-FR S. 136                                       | 15. bzw. 16. Jh. | heute überwiegend Rekonstruktion aus teilw. alten Backsteinen, Ostgiebel frühes 15. Jh., Westgiebel Neuentwurf                                                                                                |      |
| Franeker Kernort von Waadhoeke                | Martenahuis (CC), RCE 15756 M-FR S. 136                                                         | 1498 | 1895–1984 Rathaus der Landgemeinde Franekeradeel, barocke Veränderungen bei Renovierung zurückgenommen, heute Museum                                                                                          |      |
| Genum, Noardeast-Fryslân                      | Reformierte Dorfkirche (CC) RCE 15615                                                           | 15. Jh. | 12. Jh. Tuffstein; romanischer Turm und gotische Südwand u. Chor aus Backstein |      |
| Gerkesklooster, Achtkarspelen                 | ref. Kirche (CC) RCE 7045, M-FR S. 141                                                          | 15. Jh. | 1629 Umbau aus Brauereigebäude des 1580 abgerissenen Prämonstratenser-, dann Zisterzienserklosters |      |
| Goutum, Leeuwarden                            | Reformierte Agneskerk (CC) RCE 24509                                                            | Backstein 15. Jh. | im 11. Jh. romanischer Tuffbau |      |
| Grou, Leeuwarden                              | Reformierte Kirche (CC) RCE 22894, M-FR S. 145                                                  | 13.–15. Jh. | 1. H. 12. Jh. roman. Tuffstein, 1. H. 13. Jh. Backstein m. Rundbögen und romanogot. Blenden, romanisch u. gotisch                                                                                             |      |
| Hallum, Noardeast-Fryslân                     | Grote of Sint-Maartenskerk (CC) RCE 15618, M-FR S. 147                                          | Backstein Ende 13. Jh. | vom romanischen Vorgänger aus Tuffstein Teile der Apsis u. Nordkapelle |      |
| Hantum, Noardeast-Fryslân                     | Ref. Nicolaaskerk (CC) RCE 38698                                                                | 12. u. 16. Jh. | Tuffstein u. Backstein, romanisch u. gotisch |      |
| Hantumhuzen, Noardeast-Fryslân                | Ref. Annakerk (CC) RCE 38700                                                                    | 13. Jh. | romanisch u. gotisch |      |
| Hijum, Leeuwarden                             | Prot. Nicolaaskerk (CC) RCE 24531                                                               | 12. Jh. Tuffstein | gotische Veränderungen aus Backstein im 15. Jh. |      |
| Hijlaard, Leeuwarden                          | Ref. Johanneskerk (CC) RCE 8486                                                                 | 13. Jh. | gotische Fenster 15./16. Jh. |      |
| Hogebeintum, Noardeast-Fryslân                | Ref. Dorfkirche (CC) RCE 15628 M-FR S. 167/68                                                   | Anf. 12. Jh. Tuffsteinkirche, um 1200 nach Westen verlängert, frühgot. Heiligennische im 13. Jh. Turm angefügt, um 1550 erste große Backsteinfenster, 1717 obere Turmgeschosse ersetzt, weitere große Fenster | Anf. 12. Jh. Tuffsteinkirche, um 1200 nach Westen verlängert, frühgot. Heiligennische im 13. Jh. Turm angefügt, um 1550 erste große Backsteinfenster, 1717 obere Turmgeschosse ersetzt, weitere große Fenster |      |
| Hoorn Terschelling                            | Janskerk (CC) RCE 35084, M-FR S. 175                                                            | 3. D. 13. Jh. | angebl. „roman.“ Chor von Anfang an gotisch (3 originalförm. Fenster u. Heiligennische); 1550 Gewölbe verändert                                                                                               |      |
| Huizum, Leeuwarden                            | Reformierte Kirche (CC) RCE 24511                                                               | 13. Jh. | Schiff heutzutage verputzt, Turm sichtbarer Backstein, renoviert 1655 |      |
| Idaard, Leeuwarden                            | Reformierte Kirche Gertrudiskerk (Idaard) (CC) RCE 22919                                        | Turm 15. Jh. | Schiff 1774 |      |
| Ingwierrum/Engwierum, Gem. Noardeast-Fryslân  | Dorfkirche (CC) RCE 31573, M-FR S. 127                                                          | Turm 13. u. 14. Jh. | 1747 Turm teilweise neu ummantelt und Kirche völlig neu |      |
| Janum/Jannum, Noardeast-Fryslân               | Reformierte Dorfkirche (CC) RCE 11688                                                           | 13. Jh. | Romano-gotisch mit spätgotischen Veränderungen |      |
| Jelsum, Leeuwarden                            | Reformierte Kirche (CC) RCE 24537                                                               | Tuff 12., Backstein 15. Jh. | gotischer Backsteinchor |      |
| Jistrum/Eestrum, Tytsjerksteradiel            | prot. Kirche, ehem. Sint-Petrus (CC) RCE 35645                                                  | Mitte 13. Jh. | romano-gotisch mit Kuppelgewölben , vermauertes Stichbogenportal 15. Jh., Fenster wohl 18. Jh. |      |
| Joure, De Fryske Marren                       | Westermeerer Kirchturm (CC) RCE 18207                                                           | 14. Jh. | Kirche im 18. Jh. abgerissen |      |
| Jouswier, Noardeast-Fryslân                   | Ref. Petruskerk (CC) RCE 31575                                                                  | 1557 | |      |
| Katlijk, Heerenveen                           | Ref. Thomaskerk (CC) RCE 21180                                                                  | 1525 | |      |
| Kimswerd, Súdwest-Fryslân                     | Ref. Laurentiuskerk (CC) RCE 39359                                                              | Chor 13. Jh. | Turm aus Tuffstein, Schiff 11./12. Jh., Nordseite mit vielen Resten des roman. Tuffsteinschiffs; westliche Felder des Chorpolygons bds. vermauerte orig. Spitzbogenfenster                                    |      |
| Kollum, Noardeast-Fryslân                     | Maartenskerk (Kollum) (CC) RCE 23728                                                            | 15. Jh. | |      |
| Kollumerzwaag, Noardeast-Fryslân              | Reformierte Kirche (CC) RCE 23747                                                               | gotisch 15./16. Jh. | Turm u. Schiff (Rest eines rundbog. Südportals) 12. Jh., 15. Jh. Chor, 16. Jh. spätgot. Portale u. Fenstervergrößerungen                                                                                      |      |
| Kortehemmen, Smallingerland                   | Reformierte Dorfkirche (CC) RCE 33982                                                           | um 1300 | |      |
| Leeuwarden                                    | Grote of Jacobijnerkerk (CC) RCE 24225                                                          | 1275–1310 | |      |
| Leeuwarden                                    | Oldehove (CC) RCE 24331                                                                         | 1529–1533 | unvollendeter Turm der (später abgerissen) St. Vituskerk |      |
| Leeuwarden                                    | Wohnhäuser                                                                                      | unter anderem: - Ossekop 1 (mehrfarbige Fassade mit gotischen Blenden), - Pastoriehuis (vermauertes Korbbogenfenster)                                                                                         | unter anderem: - Ossekop 1 (mehrfarbige Fassade mit gotischen Blenden), - Pastoriehuis (vermauertes Korbbogenfenster)                                                                                         |      |
| Lichtaard, Noardeast-Fryslân                  | Ref. Gertrudiskerk (CC) RCE 15633                                                               | Mitte 16. Jh. | |      |
| Ljussens, Noardeast-Fryslân                   | Reformierte Dorfkirche (CC) RCE 31576                                                           | 13. Jh. | gotische Fenster 1480 |      |
| Longerhouw, Súdwest-Fryslân                   | Reformierte Dorfkirche (CC) RCE 39362                                                           | Turm 13. Jh. | Schiff ersetzt 1757 |      |
| Lutkewierum, Súdwest-Fryslân                  | Gertrudiskerk (Lutkewierum) (CC) RCE 21542                                                      | Turm 15. Jh., Schiff 1557 | Schiff aus gelbem Backstein |      |
| Marrum, Noardeast-Fryslân                     | Ref. Godeharduskerk (CC) RCE 15634                                                              | Backstein 13. Jh. | Romano-gotisch; nach-mittelalterl. Veränderungen |      |
| Marsum, Waadhoeke                             | Ref. Kirche (vorm. St. Pontianus) (CC), [28622]                                                 | Schiff 12. Jh. Tuffstein, 13. Jh. Kloostermoppen, 15. Jh. erhöht mit Spitzbogenfenstern (wohl später erneuert – kleine Backsteine), Turm im 17. Jh. renoviert                                                 | Schiff 12. Jh. Tuffstein, 13. Jh. Kloostermoppen, 15. Jh. erhöht mit Spitzbogenfenstern (wohl später erneuert – kleine Backsteine), Turm im 17. Jh. renoviert                                                 |      |
| Miedum, Leeuwarden                            | Miedumer Kirchturm Kerktoren van Miedum (CC) RCE 24514                                          | 14. Jh. | Kirche 1834 abgerissen |      |
| Minnertsga, Waadhoeke                         | Meinardskerk (CC), RCE 8634                                                                     | 15.–15. Jh. | großer gelber Backstein |      |
| Moarre, Noardeast-Fryslân                     | Ref. Johanneskerk (CC) RCE 31586                                                                | 2. H. 13. Jh. | |      |
| Nes, Noardeast-Fryslân                        | Ref. Johanneskerk (CC) RCE 38728, M-FR S. 239                                                   | Fenster 16. Jh. | Turm Ende 12., Schiff Anf., Chor Mitte 13. Jh. |      |
| Nieuweschoot, Heerenveen                      | Reformierte Kirche (CC) RCE 21188                                                               | 15. Jh. | 17. Jh. verändert |      |
| Nijeholtpade, Weststellingwerf                | Niklaaskerk (CC) RCE 38865, M-FR S. 243                                                         | Anf. 16. Jh. | kleiner Backstein; Decke: Holztonne |      |
| Nijemirdum, De Fryske Marren                  | Kerktoren van Nijemirdum (CC) RCE 15927                                                         | 14. u. 15. Jh. | Kirche im 18. Jh. abgerissen |      |
| Nijland, Súdwest-Fryslân                      | Ref. Nicolaaskerk (CC) RCE 39796, M-FR S. 239                                                   | 13./16. Jh. | gelber Backstein; Turm 13. u. 17. Jh., Schiff 2. V. 16. Jh. aus älterem Material |      |
| Oldeberkoop, Ooststellingwerf                 | Ref. Bonifatiuskerk (CC) RCE 524295                                                             | gotisch 14. Jh. | 12. Jh. romanisch aus Tuffstein, Chor gotisch mit viel Backstein |      |
| Olterterp, Opsterland                         | Ref. Hippolytuskerk (CC) RCE 31862                                                              | um 1500 | |      |
| Oudega, Smallingerland                        | Ref. Agathakerk (CC) RCE 33989                                                                  | 12.–14. Jh. | Romano-gotischer Tuffsteinbau mit gotischem (ehem.) Portal aus Backstein |      |
| Oudwoude, Noardeast-Fryslân                   | Reformierte Kirche (CC) RCE 23756                                                               | 15. Jh. | |      |
| Easternijtsjerk, Noardeast-Fryslân            | Ref. Ceciliakerk (CC) RCE 31588, M-FR s. 244                                                    | 13. u. 15./16. Jh. | Turm mehrf. verändert mit Gewölben aus 13. Jh., Schiff spätgotisch |      |
| Eastrum, Noardeast-Fryslân                    | Ref. Nicolaaskerk(CC) RCE 31590                                                                 | Schiff 16. Jh. | innen sehr interessante Fresken |      |
| Peazens, Noardeast-Fryslân                    | Ref. Antoniuskerk (CC) RCE 31593                                                                | 1200 ff. | orig. romanisch; gotisch und später verändert |      |
| Parrega, Súdwest-Fryslân                      | Ref. Johanneskerk (CC) RCE 39421                                                                | 13. Jh. | Fenster später vergrößert, Schiff gelber Backstein, Turm roter Backstein |      |
| Pingjum, Súdwest-Fryslân                      | Ref. Victoriuskerk (CC) RCE 39426                                                               | Turm unten 12. od. 13. Jh., oben 15. Jh., Schiff um 1500; gelber und roter Backstein | Turm unten 12. od. 13. Jh., oben 15. Jh., Schiff um 1500; gelber und roter Backstein |      |
| Peperga, Weststellingwerf                     | Ref. St. Niklaaskerk (CC) RCE 38872 M-FR S. 255                                                 | … u. 1535 | Turm 1535 um 3. Geschoss u. Laterne erhöht; Schiff 1810 ersetzt |      |
| Rinsumageast, Dantumadiel                     | Ref. Alexanderkerk (CC) RCE 11691                                                               | 11., 12., 16. Jh. | romanischer Tuffstein, 2. Schiff gotischer Backstein |      |
| Roordahuizum, Leeuwarden                      | Ref. Vincentiuskerk (CC) RCE 22921                                                              | 15. Jh. | 1726 u. 1878 verändert |      |
| Schalsum, Waadhoeke                           | Reformierte Nicolaaskerk (CC) RCE 15867                                                         | 13. u. frühes 16. Jh. | Schiff schon romanisch aus Backstein, spätgotisch erhöht; Turm jünger |      |
| Schillaard, Leeuwarden                        | Schillaarder Kirchturm (CC) RCE 8513                                                            | 1567 | Kirche abgerissen 1880 |      |
| Schraard, Súdwest-Fryslân                     | Reformierte Dorfkirche (CC) RCE 39430                                                           | 13. Jh. u. 1524 | runder Chorabschluss, aber Spitzbogenfenster des Schiffs |      |
| Sijbrandahuis, Dantumadiel                    | Klosterkapelle (CC) RCE 11698, M-FR S. 262                                                      | um 1300 | |      |
| Sneek, Súdwest-Fryslân                        | Grote of Martinikerk (CC) RCE 34008                                                             | 1300, 1498 | |      |
| Spannum, Waadhoeke                            | Dorfkirche (CC), RCE 21559, M-FR S. 320                                                         | 15. Jh. | Südseite von Schiff u. Chor im 19. Jh. stark erneuert 53.14349,5.607478 |      |
| Stiens, Leeuwarden                            | Stiens (CC) RCE 24542                                                                           | 12./13./16. Jh. | Turm gotisch; spätere Veränderungen 19. Jh. |      |
| Surhuizum, Achtkarspelen                      | Reformierte Kirche (CC) RCE 7051                                                                | Turm um 1300, Schiff 1641 | frühgotisch und nachgotisch |      |
| Swichum, Leeuwarden                           | Reformierte Nicolaaskerk (CC) RCE 24519                                                         | 13. Jh. | |      |
| Ternaard, Noardeast-Fryslân                   | Grote Kerk (CC) RCE 38731                                                                       | Mitte 16. Jh. | sehr späte Gotik |      |
| Terzool, Súdwest-Fryslân                      | Reformierte Dorfkirche (CC) RCE 32320                                                           | Turm 14., Schiff 15. Jh. | Schiff 1838 verändert |      |
| Tjerkwerd, Súdwest-Fryslân                    | Ref. Pieterskerk (CC) RCE 39432                                                                 | 14. Jh. | urspr. länger |      |
| Twijzel, Achtkarspelen                        | Ref. Pieterskerk (CC) RCE 7054                                                                  | Turm 13. Jh. | Schiff 17. Jh.; Romano-gotisch u. nachgotisch |      |
| Tzum, Waadhoeke                               | Ref. Johanneskerk (CC) cultureelerfgoed.nl                                                      | gotisch um 1550 | |      |
| Tzummarum, Waadhoeke                          | Sint-Martinuskerk (CC), RCE 8668                                                                | Turm 16. Jh., Schiff 1876 | |      |
| Ureterp, Opsterland                           | Ref. Pieterskerk (CC) RCE 31866, M-FR S. 298                                                    | Turm 13. Jh. | Turm romanisch u. gotisch, Schiff neu |      |
| Veenwouden = Feanwâlden, Dantumadiel          | Schierstins (CC) RCE 11700, M-FR S. 300                                                         | Turm 13. Jh., um 1300 um ein Geschoss erhöht | spätere Veränderungen und Anbauten, versuchte Rekonstruktion des Erstzustandes |      |
| Waaxens, Noardeast-Fryslân                    | Ref. Thomaskerk (CC) RCE 38733                                                                  | um 1400 | kleine Bereiche aus Tuffstein |      |
| Wanswerd, Noardeast-Fryslân                   | Ref. Petruskerk (CC) RCE 15643                                                                  | 16. Jh. | |      |
| Westernijkerk, Noardeast-Fryslân              | Ref. Oswalduskerk (CC) RCE 15645                                                                | 13. u. 15. Jh. | |      |
| Westergeest, Noardeast-Fryslân                | Reformierte Kirche (CC) RCE 23767 M-FR S. 310                                                   | ab 13. Jh. | Reste von Tuffstein vom Vorgängerbau, Fenster aus drei Generationen (teilw. vermauert): 1. romanisch mit Flachschicht, 2. frühgotisch, 3. wohl frühes 19. Jh.                                                 |      |
| Westhem, Súdwest-Fryslân                      | Ref. Bartholomeüskerk (CC) in Feytebuorren RCE 39822                                            | Turm 13./14. Jh. | Schiff 1708 |      |
| Wetsens, Noardeast-Fryslân                    | Ref. Vituskerk (CC) RCE 31596                                                                   | 12. u. 16. Jh. | Backstein u. Tuffstein |      |
| Wierum, Noardeast-Fryslân                     | Ref. Mariakerk (CC) RCE 38739                                                                   | Turm 1200 ff., Schiff 1912 | Westgiebel älter |      |
| Wieuwerd, Súdwest-Fryslân                     | Ref. Nicolaaskerk (CC) RCE 8521                                                                 | 12./13. Jh. | nördl. Fenster 14. Jh., Turm neu |      |
| Wijnjewoude, Opsterland                       | Reformierte Dorfkirche (CC) RCE 31839                                                           | 15. Jh. | Klosterbackstein (kloostermoppen), Reparaturen mit gelbem Backstein |      |
| Wirdum (Friesland), Leeuwarden                | Ref. Maartenskerk (CC) RCE 18256                                                                | Schiff 13. Jh. | Ersatz für ein Tuffgebäude aus dem 12. Jh.; später verändert |      |
| Wommels, Súdwest-Fryslân                      | Ref. Jacobikerk (CC) RCE 21569                                                                  | 13. Jh. u. 1508 | gelber Backstein |      |
| Workum/Warkum, Súdwest-Fryslân                | Grote of Sint-Gertrudiskerk (CC) RCE 39458                                                      | 1480–1560 | |      |

## Noord-Holland

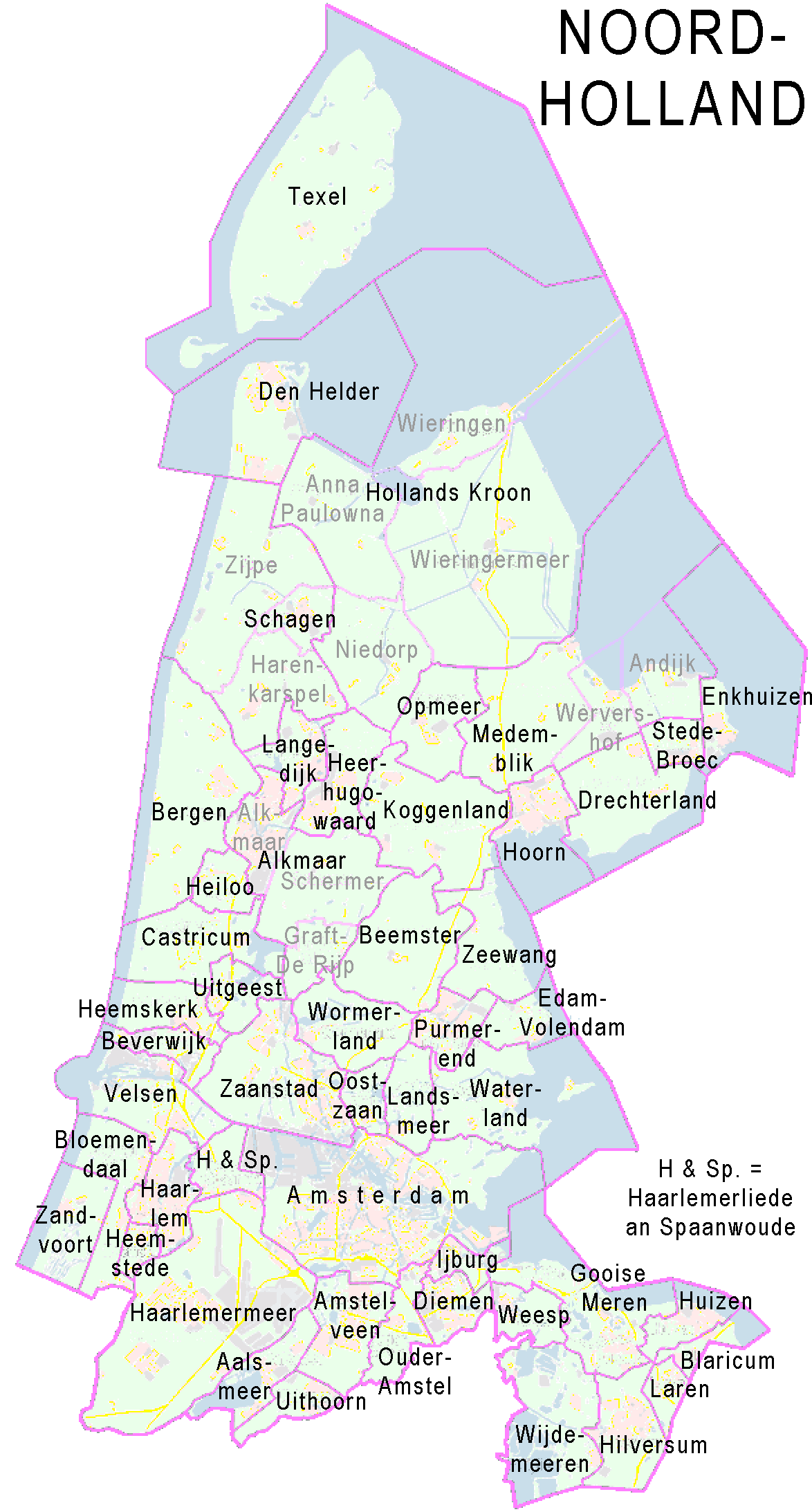
Gemeinden der Provinz Noord-Holland

– Siehe auch romanische Backsteinbauten in Holland –
(Anzahl der Gebäude und Gebäudegruppen: 78)
Hintergrundinformationen:
- RCE = Datenbank des Rijksdienst voor het Cultureel Erfgoed (Reichsdienst für das Kulturerbe)
- M-NH = Band über die Provinz Noord-Holland (Nordholland) der Reihe Monumenten in Nederland, verfügbar als PDF zum kostenlosen Download, siehe Literatur: Monumenten in Nederland

Bei einigen Gebäuden ist unter „(CC)“ die zugehörige Bildersammlung in Wikimedia Commons verlinkt.
| Ort                                         | Bauwerk                                                              | Bauzeit                                      | Anmerkungen | Foto |
| ------------------------------------------- | -------------------------------------------------------------------- | -------------------------------------------- | --- | ---- |
| Alkmaar                                     | Stadhuis (Rathaus) (CC) RCE 7282                                     | 1509–1520                                    | viel Brabanter Gotik |      |
| Alkmaar                                     | Grote oder Sint-Laurenskerk RCE 7258                                 | 1470–1518                                    | nur untere Partie des Querhausgiebels aus Backstein |      |
| Alkmaar                                     | Kapelkerk (CC) RCE 7237                                              | 1475–1536                                    | wechselnde Lagen aus Backstein und aus Haustein |      |
| Alkmaar                                     | Waag (Waage) (CC) RCE 7446                                           | 14. Jh.                                      | Teile der ehem. Heiliggeistkapelle gotisch: unterer Teil des Turms, westlicher Teil des Schiffs; Renaissanceteile 1597–1603                                           |      |
| De Rijp, Alkmaar                            | Grote Kerk (CC) RCE 17081                                            | 1529                                         | |      |
| Amsterdam                                   | Oude Kerk RCE 3990 M-NH S. 110–112                                   | ab Anf. 14. Jh.                              | Backstein und Stein, 1510–1560 Erhöhung von Mittelschiff und Vierung                                                                                                  |      |
| Amsterdam                                   | Nieuwe Kerk RCE 5940 M-NH S. 112–114                                 | Kern 1380–1404                               | 15. Jh. Erhöhung des Mittelschiffs, Backstein: westl. Schiff und andere Teile                                                                                         |      |
| Amsterdam                                   | Agnietenkapel (CC) RCE 6089                                          | 2. V. 15. Jh.                                | |      |
| Amsterdam                                   | De Waag(Stadtwaage) (CC) RCE 3848                                    | Stadttor 1488                                | 1617 beim Umbau zur Waage stark verändert |      |
| Amsterdam                                   | Stadtmauerturm Schreierstoren (CC) RCE 4148                          | ca. 1485                                     | oberhalb des Bogenfrieses 1532 |      |
| Ransdorp, Gem. Amsterdam (CC)               | Ref. Kirche RCE 6741                                                 | Anf. 16. Jh.                                 | Kirche aus großem Turm (oberstes Geschoss erst neuzeitl. vervollständigt) und kleinem neueren Schiff                                                                  |      |
| Sloterdijk, Gem. Amsterdam                  | Petruskerk (CC) RCE 6774                                             | Turmunterteil 1479                           | übrige Kirche 1664 ersetzt |      |
| Weesp, Gem. Amsterdam                       | Grote of Sint-Laurenskerk (CC) RCE 38550                             | 1429–1462                                    | |      |
| Bergen                                      | Ruïnekerk (Ruinenkirche) (CC) RCE 9041                               | seit 1422 Jh.                                | im Achtzigjährigen Krieg 1574 von den Niederländern zerstört, Chor 1597 wiederaufgebaut                                                                               |      |
| Beverwijk                                   | Grote Kerk (CC) RCE 9450                                             | 14. Jh. u. 1592–1648                         | Wiederaufbau nach Zerstörung im Achtzigjährigen Krieg |      |
| Blaricum                                    | Dorfkirche (CC), RCE 9623                                            | Schiff um 1400, Turm 1500                    | nach Brand von 1696 wiederaufgebaut |      |
| Broek in Waterland                          | Reformierte Kirche (CC) RCE 11042                                    | 15. Jh.                                      | zweischiffige Hallenkirche, 1585 und 1639 nach Bränden restauriert |      |
| Castricum                                   | Dorfkirche (CC), RCE 11478                                           | Turm 15. Jh. Schiff 1510                     | westliches Joch 1520, übriges Schiff aus Tuffstein |      |
| Broek op Langedijk, Dijk en Waard           | Reformierte Kirche (CC) Parameter 1 fehlt                            | 15./16. Jh.                                  | |      |
| Oudkarspel, Dijk en Waard                   | Allemanskerk (CC) Parameter 1 fehlt                                  | Turm 13., Schiff 15. Jh.                     | nach Brand 1970 Rekonstruktion ohne historistische Veränderungen |      |
| Sint Pancras, Dijk en Waard                 | Reformierte Kirche (CC) RCE 33664                                    | 15. Jh.                                      | |      |
| Binnenwijzend, Drechterland, West-Friesland | Dorfkirche (CC) RCE 14059                                            | 15. Jh.?                                     | Wiederaufbau nach Dorfbrand 1911 |      |
| Hem, Drechterland, West-Friesland           | Turm der ehem. ref. Kirche (CC) RCE 37135                            | 1. Viertel 16. Jh.                           | Turmspitze und Balustrade 1897, Schiff 1858 ersetzt und 1976 abgerissen                                                                                               |      |
| Oosterblokker, Drechterland                 | Ref. Pankratiuskerk RCE 14055 und RCE 14056                          | 15. Jh.                                      | |      |
| Westerblokker, Drechterland                 | Turm der Dorfkirche (CC) RCE 22616 und RCE 22617                     | 1. H. 16. Jh.                                | |      |
| Schellinkhout, Drechterland                 | Ref. Maartenskerk (CC) RCE 37139                                     | 14.–16. Jh.                                  | |      |
| Venhuizen, Drechterland                     | Prot. Kirche (CC) RCE 37126                                          | 15.–16. Jh.                                  | heutzutage weltliche und kirchliche Nutzung; Turm 1875 |      |
| Wijdenes, Drechterland                      | Prot. Kirche RCE 37146                                               | Chor 15. Jh.                                 | Rest neuer |      |
| Edam, Edam-Volendam                         | Grote of Sint-Nicolaaskerk (CC) RCE 14320                            | 15. Jh.                                      | |      |
| Edam, Edam-Volendam                         | Speeltoren (Spielturm) (CC) RCE 14345                                | 1310 bis 1764                                | Überrest der Onze-Lieve-Vrouwekerk |      |
| Edam, Edam-Volendam                         | Damplein 8 (CC) RCE 14298                                            | um 1540                                      | |      |
| Beets, Edam-Volendam                        | Kerk van Beets (CC) RCE 40325                                        | 15. Jh.                                      | |      |
| Oosthuizen, Edam-Volendam                   | Grote of Sint-Nicolaaskerk (CC) RCE 40332                            | 1511–1518                                    | |      |
| Egmond aan den Hoef, Bergen                 | Schlosskapelle (CC) RCE 14600                                        | 1431 u. 1633                                 | nach Zerstörung im Achtzigjährigen Krieg wiederaufgebaut |      |
| Enkhuizen                                   | Westerkerk (CC) RCE 15211                                            |                                              | teilw. Bänder aus Haustein |      |
| Enkhuizen                                   | Zuiderkerk (CC) RCE 15268und RCE 15269                               |                                              | teilw. Bänder aus Haustein |      |
| Enkhuizen                                   | Westerstraat 76 (CC), RCE 15192                                      | frühes 16. Jh.                               | |      |
| Haarlem                                     | Grote oder St.-Bavokerk RCE 19264, M-NH S. 313–315                   | 1370–1520                                    | Backstein nur Seitenschiffe und unterer Teil des Querhauses |      |
| Haarlem                                     | Stadhuis Haarlem (CC) RCE 19255                                      | 14. Jh.                                      | Anfügungen im 17. Jh. Renaissance/Barock; Turm im 20. Jh. restauriert                                                                                                 |      |
| Haarlem                                     | Janskerk RCE 19332, M-NH S. 315                                      | 1310–1318                                    | Malteser |      |
| Haarlem                                     | Waalse Kerk RCE 18975, M-NH S. 315                                   | 1348                                         | |      |
| Haarlem                                     | Bakenesserkirche RCE 19811                                           | 2. H. 15. Jh.                                | 1620 Nordschiff großenteils ersetzt |      |
| Haarlem                                     | Leprozenhuis (Leprosenhaus) (auch: „Dolhuys“ – „Tollhaus“) RCE 19688 | Kapelle ab 14. Jh.                           | Ostfenster im 20. Jh. ersetzt |      |
| Haarlem                                     | Huis ter Kleef RCE 506216                                            | 13. Jh.                                      | größtenteils Ruine |      |
| Haarlem                                     | Amsterdamse Poort RCE 19771                                          | 1355                                         | |      |
| Heemskerk, mittleres Kennemerland           | ref. Dorfkirche (CC) RCE 21205                                       | 1. H. 15. Jh.                                | Turm aus kloostermoppen (Klosterbackstein), Schiff im 17. Jh. mit überwiegend rotem Backstein wiederaufgebaut                                                         |      |
| Hilversum                                   | Grote Kerk RCE 22165                                                 | Turm 1480                                    | Schiff mehrmals ersetzt |      |
| Hoorn                                       | Noorderkerk (CC) RCE 22452                                           | 1441–1519                                    | Hallenkirche |      |
| Hoorn                                       | Oosterkerk (CC) RCE 22399                                            | Chor 1518, Querhaus 2. V. 16. Jh.            | einschiffige Kreuzkirche, Langhaus 1616, Straßenfront 18. Jh. |      |
| Hoorn                                       | Hoofdtoren (CC) RCE 22411                                            | 1532–1534                                    | und andere Reste der ab 1508 angelegten Stadtbefestigung |      |
| Zwaag, Hoorn                                | Ref. Martinuskerk (CC) RCE 22620                                     | 15. Jh.                                      | |      |
| Huizen                                      | Reformierte Oude Kerk (CC) RCE 22719                                 | Turmbasis 1409, Mittelschiff u. Chor 1480    | nach Einsturz der Decke 1577 Stabilisierung bis 1637, Nordseitenschiff 1637, Erweiterungen im 19. Jh.                                                                 |      |
| Laren                                       | Johanneskerk (CC), RCE 23952                                         | um 1500                                      | |      |
| Medemblik                                   | Burg Radboud, RCE 28386                                              | 1288                                         | erhaltene Gebäude weniger als ein Viertel der mittelalt. Anlage und stark restauriert; errichtet zur Kontrolle des westlich der Zuiderzee wohnenden Teils der Friesen |      |
| Medemblik                                   | Grote of Sint-Bonifaciuskerk (CC) RCE 28363                          | 1404                                         | 1555 Wiederaufbau nach Brand |      |
| Abbekerk, Medemblik                         | Reformierte Kirche (CC) RCE 30655                                    | 15. Jh.                                      | Schiff heutzutage verputzt |      |
| Lambertschaag, Medemblik                    | Reformierte Kirche (CC) RCE 30662                                    | 1490–1500                                    | heute weltliche Nutzung |      |
| Opperdoes, Medemblik                        | Reformierte Kirche (CC) RCE 30669RCE 30670 M-NH S. 456               | Turm 15. Jh., Schiff 1525–1530               | |      |
| Sijbekarspel, Medemblik                     | Reformierte Kirche (CC) RCE 30676                                    | fertiggest. 1547                             | |      |
| Twisk, Medemblik                            | Prot. (Hervormde) Kirche (CC) RCE 30714 M-NH S. 499                  | 1395/1500                                    | |      |
| Wognum, Medemblik                           | Prot. Kirche (CC) RCE 39315                                          | 15. Jh.                                      | |      |
| Monnickendam, Waterland                     | Grote of Sint-Nicolaaskerk (CC) RCE 30026                            | 15. Jh.–1644                                 | |      |
| Muiden, Gooise Meren                        | Muiderslot (CC) RCE 30107, M-NH S. 442–443                           | 1369–1373                                    | Grenzburg der Grafschaft Holland an der Mündung der Utrechtse Vecht, Vorgängerbau 1280, jedoch 1296/1297 zerstört                                                     |      |
| Muiden, Gooise Meren                        | Grote- of Nicolaaskerk (CC) RCE 30121, M-NH S. 443                   | 15. Jh.                                      | Pseudobasilika, romanischer Tuffsteinturm Anf. 13. Jh. |      |
| Muiderberg, Gooise Meren                    | Kerk aan Zee (CC) (Kirche am Meer) RCE 30139                         | 15. Jh.                                      | nach Brand 1630 Wiederaufbau um 1680 |      |
| Naarden, Gooise Meren                       | Grote of Sint-Vituskerk (CC) RCE 30223 und RCE 30227                 | 1455–1518                                    | Wiederaufbau durch zwei Brände unterbrochen |      |
| Aartswoud, Opmeer                           | Reformierte Kirche (CC) RCE 31785                                    | Turm 16. Jh.                                 | Schiff 1883–1884 |      |
| Wadway, Opmeer                              | Theaterkerk RCE 31802 und RCE 31803                                  | 1450 (Turm) – frühes 16. Jh. (westl. Schiff) | |      |
| Valkkoog, Schagen                           | Reformierte Kirche (CC) RCE 498844                                   | 16. Jh.                                      | im 19. Jh. stark verändert |      |
| Warmenhuizen, Schagen                       | Oude Ursulakerk (Alte Ursulakirche)(CC) RCE 38275                    | 13. to 15. Jh.                               | mehrere Bauphasen bzw. Vergrößerungen, 15. Jh. blassgelber Backstein                                                                                                  |      |
| Den Burgh, Texel                            | Reformierte Kirche RCE 35327                                         | seit 1452                                    | |      |
| Uitgeest, Kennemerland                      | Reformierte Kirche (CC) RCE 35848                                    | Schiff 15., Turm 14. Jh.                     | |      |
| Velsen-Zuid, Velsen                         | Engelmunduskerk RCE 37067                                            | Backstein 13. Jh.                            | begonnen aus Tuffstein im 12. Jh. |      |
| Kortenhoef, Wijdemeren                      | Reformierte Kirche RCE 17399                                         | Ende 15. Jh.                                 | Chor und Turm gotisch, Schiff verändert |      |
| Nederhorst den Berg, Wijdemeren             | Willibrorduskerk/Kirche auf dem Hügel RCE 30298                      | gotisch um 1500                              | romanisch Teile aus dem 12. Jh. |      |
| Nieuw Loosdrecht, Wijdemeren                | Sijpekerk RCE 26185                                                  | 1400–1450                                    | Hallenkirche |      |
| Wijk aan Zee, Beverwijk                     | Dorfkirche Wijk aan Zee (CC), RCE 9460                               | 15. Jh.                                      | Torso einer urspr. kreuzförm. Kirche |      |
| Zandvoort                                   | Evangelische Kirche (CC), RCE 401939                                 | 15. Jh.                                      | spätgotischer Westturm aus dem 15. Jahrhundert, im Turm befindet sich eine 1493 gegossene Glocke. Kirchenschiff von 1848/49                                           |      |

## Zuid-Holland

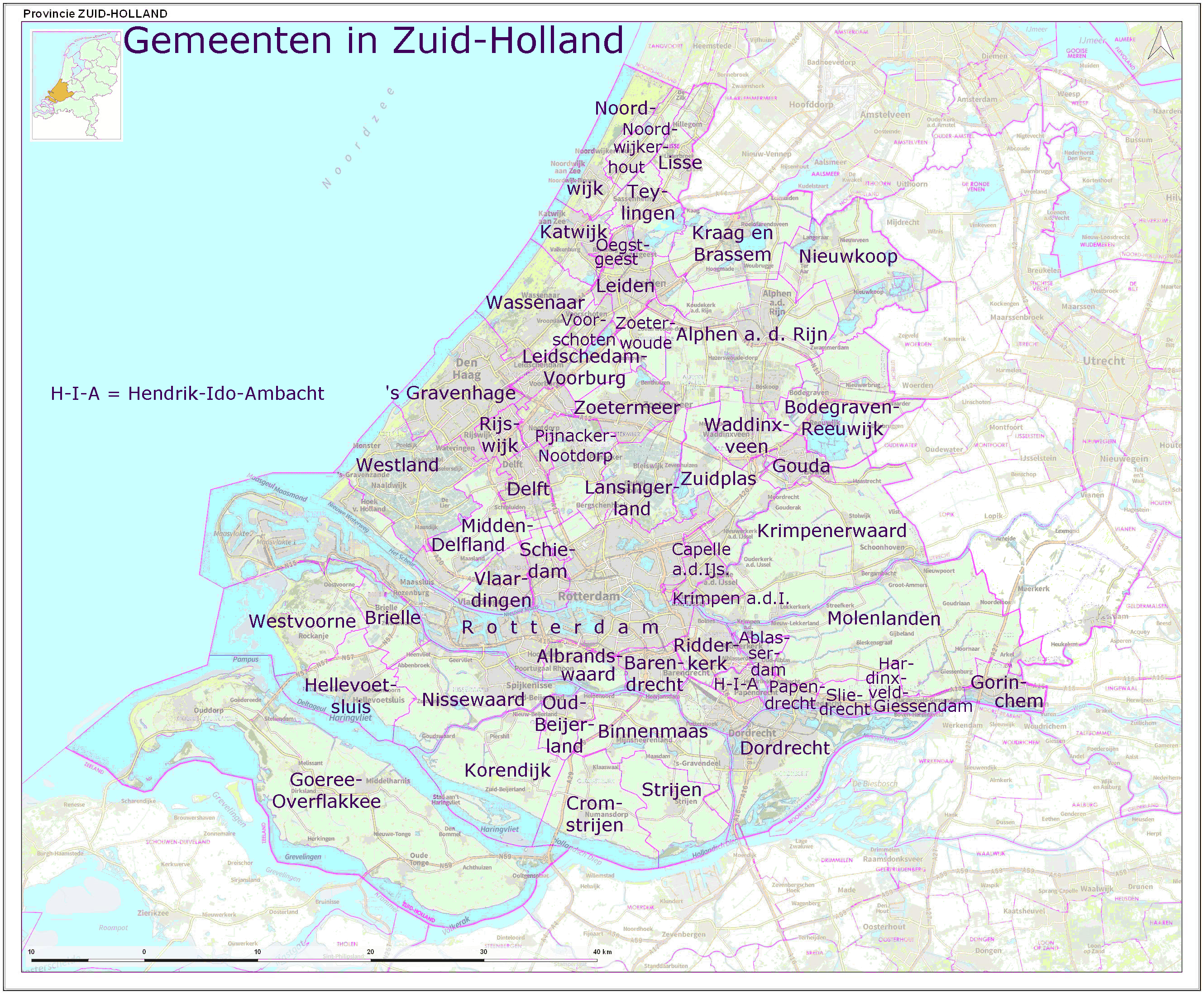
Gemeinden der Provinz Zuid-Holland

(Anzahl der Gebäude und Gebäudegruppen: 126)
Hintergrundinformationen:
- RCE = Datenbank des Rijksdienst voor het Cultureel Erfgoed (Reichsdienst für das Kulturerbe)
- M-ZH = Band über die Provinz Zuid-Holland (Südholland) der Reihe Monumenten in Nederland, verfügbar als PDF zum kostenlosen Download, siehe Literatur: Monumenten in Nederland

Bei einigen Gebäuden ist unter „(CC)“ die zugehörige Bildersammlung in Wikimedia Commons verlinkt.
| Ort                                                               | Bauwerk                                                         | Bauzeit | Anmerkungen | Foto                                                                    |
| ----------------------------------------------------------------- | --------------------------------------------------------------- | --- | --- | ----------------------------------------------------------------------- |
| Alblasserdam, südöstl. von Rotterdam Zentrum                      | Turm der ehem. Reformierten Kirche (CC), RCE 7094               | 15. Jh. | |                                                                         |
| Koudekerk aan den Rijn, Alphen aan den Rijn                       | Prot. Kirche (CC), RCE 23797                                    | 1400–1511 | |                                                                         |
| Zwammerdam, Alphen aan den Rijn                                   | Prot. Kirche (CC), RCE 7523                                     | | restauriert 1672 |                                                                         |
| Barendrecht                                                       | Prot. Kirche (CC), RCE 8602                                     | 1. Viertel 16. Jh. | Westgiebel neuer |                                                                         |
| Heinenoord, Hoeksche Waard                                        | Prot. Kirche (CC), RCE 21350, M-ZH S. 266 f.                    | Mitte 15. Jh. | blassgelber Backstein |                                                                         |
| Mijnsheerenland, Hoeksche Waard                                   | Prot. Kirche (CC), RCE 30147                                    | um 1500 | |                                                                         |
| Bodegraven, Bodegraven-Reeuwijk                                   | Prot. Dorfkirche (CC), RCE 9751                                 | restauriert 1672 | spätgotisch |                                                                         |
| Waarder, Bodegraven-Reeuwijk                                      | Prot. Kirche (CC), RCE 14132                                    | um 1500 | nördl. Querhaus um 1540 |                                                                         |
| Brielle, Voorne aan Zee                                           | Beginenhofkapelle (CC), RCE 10654                               | 15. Jh. | geweißter Backstein |                                                                         |
| Brielle, Voorne aan Zee                                           | Grote of Sint-Catharijnekerk, RCE 10646                         | begonnen 1462 | Wände des Schiffs hauptsächlich aus Backstein, westliche Joche und viel Steinmetzarbeit aus Haustein                                                           |                                                                         |
| Brielle, Voorne aan Zee                                           | St. Jacobs- oder Kleine kerk (CC), RCE 10960                    | spätes 15. Jh. | |                                                                         |
| Brielle, Voorne aan Zee                                           | zwei Häuser Woonhuis Voorstraat 27, RCE 10896                   | 15. Jh. | restauriert 1933 |                                                                         |
| Zwartewaal, Brielle                                               | Prot. Kirche (CC), RCE 41506                                    | 15. Jh. | Turm 1597 |                                                                         |
| Capelle aan den IJssel                                            | Reformierte Kirche (CC), RCE 11473                              | 15. Jh. | Restaurierungen (besonders des Turms) 1592 u. 1664/1665 |                                                                         |
| Delft                                                             | Oude kerk RCE 11970                                             | 1246 | schiefer Turm |                                                                         |
| Delft                                                             | Nieuwe kerk, RCE 11872                                          | 1353 – ca. 1445 | nach Stadtbrand v. 1536 wiederhergestellt; außen Seitenschiffe Backstein, Chor-Hochschiffswände gemischt mit Tuff, innen Backstein, Holzgewölbe; Turm Tuff     |                                                                         |
| Delft                                                             | Prinsenhof, ehem. St.-Agatha-Kloster, RCE 12029                 | 1403 | enthält die drittgrößte mittelalterliche Kirche von Delft |                                                                         |
| Delft                                                             | Sint-Hippolytuskapel (CC) RCE 12090                             | 1400 | |                                                                         |
| Delft                                                             | St.-Joris Kapelle/ Lutherische Kirche (CC) RCE 11951            | 2. Hälfte 15. Jh. | |                                                                         |
| Delft                                                             | Barbaraklooster (CC) RCE 11987                                  | 1405 | |                                                                         |
| Delft                                                             | Turm des Stadhuis (Rathauses) RCE 11901                         | Ende 13. Jh u. M. 15. Jh. | Backsteinteil gotisch modernisiert und gotische Obergeschosse aus Werkstein                                                                                    |                                                                         |
| Delft                                                             | Bürgerhäuser                                                    | - Koornmarkt 81 RCE 11831 „Handboog“ - Voldersgracht 6 RCE 12192 (Oberteil später verändert) - Wijnhaven 16 RCE 12264 (1520, vor dem Stadtbrand)     | - Koornmarkt 81 RCE 11831 „Handboog“ - Voldersgracht 6 RCE 12192 (Oberteil später verändert) - Wijnhaven 16 RCE 12264 (1520, vor dem Stadtbrand)               |                                                                         |
| Delft                                                             | Bagijnhof (CC) RCE 12041                                        | | gotisches Portal, meiste Gebäude neuer |                                                                         |
| Delft                                                             | Haus Molslaan 104 (CC) RCE 11927                                | 3. Viertel 15. Jh. | zuerst Heiliggeistspital, ab 1579 zum städt. Bauholzlager (stadstimmerwerf)                                                                                    |                                                                         |
| Delft                                                             | Oostpoort (CC), RCE 11968                                       | 1400 u. 16. Jh. | |                                                                         |
| Delft                                                             | Sint-Huybrechtstoren (-Turm) (CC) RCE 11967                     | 1. Viertel 16. Jh. | |                                                                         |
| Dordrecht                                                         | Grote Kerk RCE 13417                                            | vor 1470 | |                                                                         |
| Dordrecht                                                         | Grotekerksbuurt 56 (CC) RCE 13407                               | 3. V. 15. Jh. | |                                                                         |
| Dordrecht                                                         | Lutherse Kerk (CC) RCE 13949                                    | | spätgotische Saalkirche, 1530 erneuert |                                                                         |
| Giessen-Oudekerk, Molenlanden                                     | Prot. Kirche (CC) im Oudkerkseweg, RCE 16115                    | 15. Jh. | |                                                                         |
| Giessenburg, Molenlanden                                          | Prot. Kirche (CC) im Kerkweg, RCE 16108                         | 15. Jh. | |                                                                         |
| Hoornaar, Molenlanden                                             | Prot. Kirche (CC), RCE 22623                                    | 15. Jh. | |                                                                         |
| Noordeloos, Molenlanden                                           | Prot. Kirche (CC), RCE 30642                                    | 15. Jh. | verändert der Fenster 1877 |                                                                         |
| Goedereede, Goeree-Overflakkee                                    | separater Turm der Prot. Kirche (CC), RCE 16161                 | 15. Jh. | Bänder und Steinmetzarbeit aus Haustein |                                                                         |
| Goedereede, Goeree-Overflakkee                                    | Nordkapelle neben der Prot Kirche (CC), RCE 16162               | 15. Jh. | |                                                                         |
| Dirksland, Goeree-Overflakkee                                     | Prot. Kirche (CC), RCE 10260                                    | | spätgotische Pseudobasilika |                                                                         |
| Middelharnis, Goeree-Overflakkee                                  | Grote kerk (CC), RCE 29750                                      | 15. Jh. | hölzerne Tonnengewölbe |                                                                         |
| Ouddorp, Goeree-Overflakkee                                       | Kirche Sint Maarten (CC), RCE 16268                             | um 1500 | spätgotischer Turm aus Backstein |                                                                         |
| Oude-Tonge, Goeree-Overflakkee                                    | Reformierte Kirche (CC), RCE 31708                              | 15. Jh.? | |                                                                         |
| Stad aan 't Haringvliet, Goeree-Overflakkee                       | Prot. Kirche (CC), RCE 29878                                    | 2. Hälfte 16. Jh. | verschiedene Restaurierungen |                                                                         |
| Gorinchem, östl. von Rotterdam                                    | Heiliggeistkapelle (CC), RCE 16551                              | frühes 15. Jh. | Turm 1522 angefügt |                                                                         |
| Gouda                                                             | Sint Janskerk (CC), RCE 16722                                   | 15. Jh. | nur Teile aus Backstein; mit Teilen von Vorgängerbauten; ab 1552 Wiederherstellung nach Blitzschlag                                                            |                                                                         |
| Gouda                                                             | ehem. Agnietenkapelle (CC), RCE 16879                           | um 1450 | 17. Jh. verändert |                                                                         |
| Gouda                                                             | ehem. Alexianerkloster Huize Groeneweg (CC), RCE 16819          | 15. Jh. | 1666 zur Lateinschule umgebaut |                                                                         |
| Gouda                                                             | Barbaratoren (-Turm) (CC), RCE 16836                            | 16. Jh. | Rest einer ehem. Hospitalkirche; restauriert 1635 |                                                                         |
| Gouda                                                             | Onze-Lieve-Vrouwetoren (Liebfrauenturm) (CC), RCE 16958         | 1493 | Rest der Kapelle der Rosenkranzbruderschaft (abgerissen 1585), Verlust gotischer Bögen (wahrsch. 17. Jh.)                                                      |                                                                         |
| Gouda                                                             | Sint-Joostkapel (CC), RCE 16795, M-ZH S. 189                    | um 1425 | heute lutherische Kirche, 1869 neugotisch verändert, 1957 Rekonstruktion des mittelalterl. Zustandes                                                           |                                                                         |
| Gouda                                                             | Jeruzalemkapel (CC), RCE 16828                                  | Mitte 16. Jh. | |                                                                         |
| Gouda                                                             | Gasthuiskapel (CC), RCE 16882                                   | 15. Jh. | |                                                                         |
| Gouda                                                             | Tolhuis (Zollhaus) (CC), RCE 16795, M-ZH S. 192                 | 15. Jh. (oder älter) | spätere Anbauten, heutzutage gestrichen, aber Backsteinstruktur sichtbar                                                                                       |                                                                         |
| Gouda                                                             | Naaierstraat 6 „De vier gekroonden“ RCE 16868                   | 1. V. 16. Jh. | Werkstein und Backstein; oberhalb der Traufenhöhe jünger |                                                                         |
| Den Haag                                                          | Grote Kerk, RCE 16115                                           | 14.– u. v. a. 15. Jh. | |                                                                         |
| Den Haag                                                          | Kloosterkerk (CC), RCE 17690                                    | ca. 1400 u. frühes 16. Jh. | |                                                                         |
| Den Haag                                                          | Ridderzaal, RCE 17475                                           | 1256–1296 | frühgotisch |                                                                         |
| Den Haag                                                          | Gevangenpoort, RCE 17487, M-ZH S. 212                           | Kern um 1370 | spätere Anbauten |                                                                         |
| Nieuwenhoorn, Voorne aan Zee, auf Voorne-Putten                   | Reform. Kirche (CC), RCE 21437                                  | um 1500 | gelber Backstein |                                                                         |
| Nieuw-Helvoet, Voorne aan Zee, auf Voorne-Putten                  | Kerk aan de Ring (CC), RCE 21440                                | um 1500 | Langhaus nach Blitzschlag nicht wieder aufgebaut |                                                                         |
| Ooudenhorn, Voorne aan Zee, auf Voorne-Putten                     | Protestantse Kerk (CC), RCE 9409                                | 15. Jh. | Gotischer Langhausrest, nach Brand restauriert |                                                                         |
| Oostvoorne, Voorne aan Zee, auf Voorne-Putten                     | Dorpskerk Oostvoorne (CC), RCE 38889                            | um 1500 | Chorraum nach Brand nicht wieder aufgebaut |                                                                         |
| Oostvoorne, Voorne aan Zee, auf Voorne-Putten                     | Huis Overburgh (CC), RCE 38886                                  | um 1456 | ehemaliges Stiftsherrenhaus |                                                                         |
| Rockanje, Voorne aan Zee                                          | Dorpskerk Rockanje (CC), RCE 38899                              | Chor 14. Jh., Langhaus spätgotisch | |                                                                         |
| Hendrik-Ido-Ambacht                                               | Reform. Kirche (CC), RCE 21503                                  | Turm 14. Jh. | spätgotisch; im 19. Jh. vergrößert |                                                                         |
| Hillegom, bei Haarlem NH                                          | Prot. Maartenskerk (CC), RCE 22136                              | Turm 15., Chor 16. Jh. | Schiff 1926 |                                                                         |
| Katwijk aan den Rijn, Gem. Katwijk                                | Reform. Kirche (CC), RCE 23517                                  | seit 1300, Schiff 15. Jh. | |                                                                         |
| Katwijk aan Zee, Gem. Katwijk                                     | Andreaskerk (CC), RCE 23535                                     | 15. Jh. | |                                                                         |
| Klaaswaal, Hoeksche Waard                                         | Prot. Kirche (CC), RCE 23662                                    | begonnen 1566 | sehr späte Gotik |                                                                         |
| Bergambacht, Krimpenerwaard                                       | Turm der Reform. Kirche (CC), RCE 9009                          | frühes 16. Jh. | Schiff nicht mehr mittelalterl. |                                                                         |
| Haastrech, Krimpenerwaard                                         | Reform. Kirche (CC), RCE 19939                                  | 15. Jh. | unterer Teil des Turms 13. Jh., einige Teile 19. Jh. |                                                                         |
| Ouderkerk aan den IJssel, Krimpenerwaard                          | Reform. Kirche (CC), RCE 31987                                  | überw. nach 1428 | |                                                                         |
| Schoonhoven, Krimpenerwaard                                       | Grote of Bartholomeüskerk (CC), RCE 33472                       | 14.–16. Jh. | |                                                                         |
| Stolwijk, Krimpenerwaard                                          | Reform. Kirche (CC), RCE 34911                                  | Turm 1501 | Schiff 1947 |                                                                         |
| Bleiswijk, Lansingerland                                          | Reform. Kirche (CC), RCE 9629                                   | 1. H. 15. Jh. | Chor aus rotem Backstein, Schiff verändert 1668 |                                                                         |
| Leiden                                                            | Academiegebouw (CC) RCE 25503                                   | 1450, 1516 u. später | |                                                                         |
| Leiden                                                            | Hooglandse Kerk (CC), RCE 24917                                 | 1377–1535 | nur Seitenschiffe aus Backstein; Grundriss Griechisches Kreuz                                                                                                  |                                                                         |
| Leiden                                                            | Pieterskerk (CC), RCE 25446 M-SH S. 304–305                     | um 1400–1565 | spätgotisch, ältere Vorgängerbauten |                                                                         |
| Leiden                                                            | St Elisabeth Gasthuishof (CC), RCE 25400                        | Krankensaal und Kapelle 15. Jh., Armenwohnungen im Elisabethhofje 16. u. 17. Jh.                                                                     | Krankensaal und Kapelle 15. Jh., Armenwohnungen im Elisabethhofje 16. u. 17. Jh.                                                                               |                                                                         |
| Leiden                                                            | Kapelle im Sint Annahofje (CC) M-ZH S. 324                      | 1509 geweiht | gesamter Hof private Stiftung, Wohnhäuser später ersetzt |                                                                         |
| Leiden                                                            | Gravensteen (CC)                                                | Backstein 1463 | erst gräfliches, ab 1463 städt. Gefängnis, in Tuffstein begonnen, Obergeschosse und Treppenturm Backstein, viele Fenster nachträglich eingebracht              |                                                                         |
| Leiden                                                            | Mauerturm „Oistenrijk“ (CC) RCE 24969                           | Ende 15. Jh. | Stadtwappen aus glasiertem Backstein |                                                                         |
| Leiderdorp                                                        | mit Vorbehalt: Reform. Kirche (CC), RCE 25693                   | 1620 | sehr späte Gotik |                                                                         |
| Voorburg, Leidschendam-Voorburg                                   | Prot. Oude kerk (CC), RCE 37944                                 | Turm 14., Chor 15. Jh. | |                                                                         |
| Maasland, Midden-Delfland                                         | Prot. Oude Kerk (CC), RCE 26585                                 | 15. Jh. | |                                                                         |
| Schipluiden, Midden-Delfland                                      | Reform. Kirche (CC), RCE 33377                                  | 1. H. 16. Jh. | beinahe polychromer gelber Backstein |                                                                         |
| 't Woudt, Midden-Delfland                                         | Reform. Kirche (CC), RCE 33389                                  | 14. u. 16. Jh. | |                                                                         |
| Goudriaan, Molenlanden                                            | Reform. Kirche (CC), RCE 17034                                  | 15. Jh. | später Teile abgerissen |                                                                         |
| Groot-Ammers, Molenlanden                                         | Reform. Kirche (CC), RCE 18766                                  | um 1500 | aus Haustein; Schiff verändert |                                                                         |
| Langerak, Molenlanden                                             | Reform. Kirche (CC), RCE 23931                                  | Chor mögl. 14. Jh., Schiff 16. Jh. | |                                                                         |
| Molenaarsgraaf, Molenlanden                                       | Reform. Kirche (CC), RCE 29952                                  | Chor ca. 1525, Schiff 1550 | spätgotisch |                                                                         |
| Nieuwpoort, Molenlanden                                           | Reform. Kirche (CC), RCE 30569                                  | frühes 16. Jh. | Westfassade später verändert |                                                                         |
| Streefkerk, Molenlanden                                           | Reform. Kirche (CC), RCE 34935                                  | um 1500 | |                                                                         |
| Wijngaarden, Molenlanden                                          | Reform. Kirche (CC), RCE 39853                                  | 15. Jh. u. später | vier Joche einer urspr. größeren Kirche |                                                                         |
| Abbenbroek, Nissewaard                                            | Ned. Herv. Kerk (St. Egidius) (CC), RCE 9356, M-ZH S. 71        | 1491, Chor 1300 | \| Chor eines der frühesten Werke der Backsteingotik in Zuid-Holland \|                                                                                        | \| Chor eines der frühesten Werke der Backsteingotik in Zuid-Holland \| |
| Geervliet, Nissewaard                                             | Prot. Liebfrauenkirche (CC), RCE 9366                           | (1307–) 15. Jh. | |                                                                         |
| Geervliet, Nissewaard                                             | Ehemaliges Stadhuis Geervliet (CC), RCE 9364                    | im Kern frühere Hospitalskapelle 14. Jh. | |                                                                         |
| Heenvliet, Nissewaard                                             | Reform. Kirche (CC), RCE 9381                                   | 14. Jh. | |                                                                         |
| Heenvliet, Nissewaard                                             | Kasteel Ravesteyn = Slot Heenvliet CC', RCE 522613, M-ZH S. 264 | 13.–15. Jh. | 1572 zerstört |                                                                         |
| Spijkenisse, Nissewaard                                           | Reform. Kirche (CC), RCE 34140                                  | 15. Jh. | |                                                                         |
| Zuidland, Nissewaard                                              | Dorpskerk Zuidland (CC), RCE 9414                               | frühes 16. Jh. | |                                                                         |
| Noordwijk                                                         | Oude Jeroenskerk (Alte Hieronymusk.)(CC), RCE 30756             | Mitte 15. Jh. | Backstein und einige Sandsteinquader |                                                                         |
| Noordwijk, Noordwijkerhout                                        | Witte Kerkje Weiße Kirche (CC), RCE 30770                       | 15. Jh. | Backstein weiß geschlämmt, Chorraum 1986 rekonstruiert |                                                                         |
| Nootdorp, Pijnacker-Nootdorp                                      | Reform. Kirche (CC), RCE 30776                                  | frühes 16. Jh. | |                                                                         |
| Oudewater                                                         | Grote oder St-Michaëlskerk (CC) RCE 32067                       | 15. Jh. | |                                                                         |
| Poortugaal, Albrandswaard                                         | Grote Kerk (CC), RCE 32190                                      | 14./15. Jh. | |                                                                         |
| Ridderkerk                                                        | Singelkerk (Wallringkirche)(CC), RCE 32494                      | 2. H. 15. Jh. | |                                                                         |
| Rijnsaterwoude, Kaag en Braassem                                  | Prot. Woudse Domkerk (CC), RCE 33006                            | Turm u. Chor um 1500 | Schiff 17. Jh. |                                                                         |
| Rijswijk                                                          | Oude Kerk (CC), RCE 20047                                       | 15. Jh. | |                                                                         |
| Rotterdam                                                         | Grote of Sint-Laurenskerk, RCE 32783/32782                      | Schiff 1461–1475, Chor 1488–1500, Querhaus 1491–1513, Seitenschiff abgesackt u. 1520 erneuert, Turmschaft 1547–1555, Obergeschoss aus Sandstein 1645 | Schiff 1461–1475, Chor 1488–1500, Querhaus 1491–1513, Seitenschiff abgesackt u. 1520 erneuert, Turmschaft 1547–1555, Obergeschoss aus Sandstein 1645           |                                                                         |
| Rotterdam                                                         | Huis ten Berghe (Haus zum Berge) (CC), RCE 32897                | 13. Jh. | heutzutage Ruine |                                                                         |
| Schiedam                                                          | Grote of Sint-Janskerk                                          | 14. u. 15. Jh. | |                                                                         |
| Schiedam                                                          | Huis te Riviere (Haus zum Fluss) (CC), RCE 33125                | 13. Jh. | heute Ruine |                                                                         |
| Schiedam                                                          | Dorpskerk Kethel (CC), RCE 33299                                | 15. Jh. | Chorraum zerstört |                                                                         |
| Strijen, Hoeksche Waard                                           | Reform. Kirche (St. Lambert) (CC), RCE 34945                    | 15./16. Jh. | |                                                                         |
| Sassenheim, Teylingen                                             | Dorfkirche (CC), RCE 33032                                      | gotisch 14/15. Jh. | Turm gotisch u. aus Backstein |                                                                         |
| Voorhout, Teylingen                                               | Kleine Kerk (CC), RCE 37977                                     | 16. Jh. | Kirchenrest, Seitenkapellen spätgotisch aus Backstein |                                                                         |
| Warmond, Teylingen                                                | Kirchturm (CC), RCE 38283                                       | Ende 15. Jh. | mit Ruine des Kirchenschiffs |                                                                         |
| Voorschoten                                                       | Dorpskerk Voorschoten RCE 37993                                 | 16. Jh. | nur spätgotischer Turm erhalten |                                                                         |
| Wassenaar                                                         | Dorpskerk Wassenaar RCE 38380                                   | 12. u. 15. Jh. | Reste einer romanischen Kirche in der Nordwand des Langhauses, sonst Backstein                                                                                 |                                                                         |
| De Lier, Gem. Westland                                            | Reform. Kirche (CC) RCE 25879                                   | Mitte 15. Jh. | 1658 Wiederherstellung nach Brandschaden |                                                                         |
| Monster, Gem. Westland                                            | Grote Kerk RCE 30044                                            | 14. Jh. | Turmbasis aus Tuffstein, Turmoberteil 3. V. 15. Jh.; nach Brand 1901 Wiederaufbau unter Erhaltung großer Teile alten Mauerwerks und alter Säulen, Hallenkirche |                                                                         |
| Naaldwijk, Gem. Westland                                          | Oude Kerk (CC), RCE 30168                                       | Turm M. 13. Jh., Schiff u. … 1472 | Turm einer der ältesten Backsteinbauten in Zuid-Holland, Schiff nach Brand 1472 höher wiederaufgebaut                                                          |                                                                         |
| Wateringen, Gem. Westland                                         | Reform. Kirche (CC), RCE 38410, M-SH S. 538                     | Turm um 1350; Schiff 15. Jh. | Turm 1715 erhöht, Chor/Schiff 1819 u. 1936 verkleinert |                                                                         |
| Zoeterwoude, bei Leiden                                           | Prot. Dorpskerk (CC) RCE 41035                                  | 15./16. Jh. | |                                                                         |
| Nieuweker aan den IJssel, Zuidplas                                | Reformierte Kirche (CC), RCE 30450                              | 1. H. 16. Jh. | |                                                                         |
| Zoetermeer                                                        | Oude Kerk (CC), RCE 41023                                       | spätgotischer Westturm | |                                                                         |
| Zwijndrecht                                                       | Prot. Pietermankerk (CC), RCE 41916                             | 2. Hälfte 15. Jh. | |                                                                         |
| Heerjansdam, Zwijndrecht                                          | Reform. Kirche (CC), RCE 21214                                  | spätes 15. Jh. | |                                                                         |
| Chor eines der frühesten Werke der Backsteingotik in Zuid-Holland |                                                                 | | |                                                                         |

## Zeeland

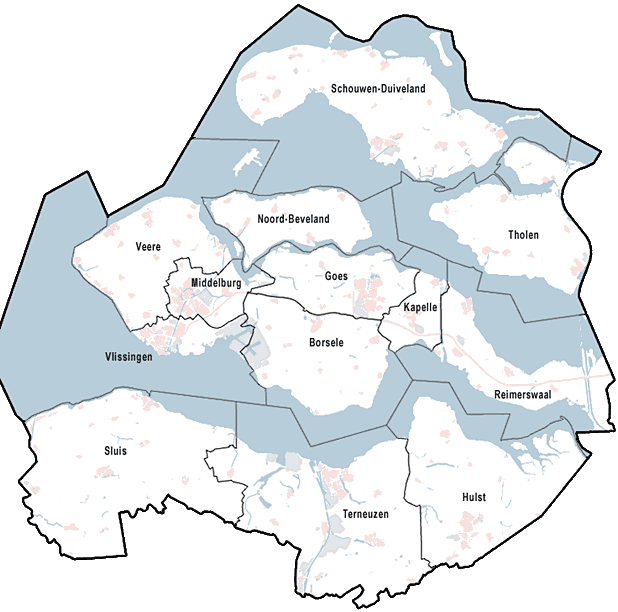
Gemeinden in der Provinz Zeeland

(Anzahl der Gebäude und Gebäudegruppen: 71)
Hintergrundinformationen:
- RCE = Datenbank des Rijksdienst voor het Cultureel Erfgoed (Reichsdienst für das Kulturerbe)
- M-ZE = Band über die Provinz Zeeland der Reihe Monumenten in Nederland, verfügbar als PDF zum kostenlosen Download, siehe Literatur: Monumenten in Nederland

Bei einigen Gebäuden ist unter „(CC)“ die zugehörige Bildersammlung in Wikimedia Commons verlinkt.
| Ort                                     | Bauwerk                                                                      | Bauzeit | Anmerkungen | Foto |
| --------------------------------------- | ---------------------------------------------------------------------------- | --- | --- | ---- |
| Aardenburg, Sluis, Zeeuws Vlaanderen    | Prot. Sint-Bavo Kerk (CC), RCE 6880                                          | Schiff 1220, Hallenchor Mitte 14. Jh.                                                                                 | |      |
| Baarland, Borsele                       | Prot. Maartenkerk (CC), RCE 9958                                             | 14. (Turm) / 15. Jh.                                                                                                  | Mittelschiff einer ehem. dreischiff. Hallenkirche                                                                                         |      |
| ’s-Gravenpolder, Borsele                | Prot. Martinuskerk (CC), RCE 9968                                            | 14. (Chor) / 15. Jh.                                                                                                  | |      |
| ’s-Heer Abtskerke, Borsele              | Prot. Johannes de Doperkerk (CC), RCE 9975 und RCE 9974                      | Turm 1400, Schiff 15. Jh.                                                                                             | |      |
| Hoedekenskerke, Borsele                 | Prot. Joriskerk (CC), RCE 9995                                               | 15. Jh. | |      |
| Nisse, Borsele                          | Reformierte Mariakerk (CC), RCE 10008                                        | 15. Jh. | |      |
| Oudelande, Borsele                      | Prot. Eligiuskerk (CC), RCE 10015 und RCE 10016                              | 15. Jh., Turm 1400 | |      |
| Ovezande, Borsele                       | Prot. Petrus en Pauluskerk (CC), RCE 10018 und RCE 10019                     | 15. Jh. | Stelzenturm; Schiff im 19./20. Jh. verändert                                                                                              |      |
| Goes                                    | Grote of Maria Magdalenakerk (CC), RCE 16375                                 | Chor 1455–70 | Schiff 1619–1621 |      |
| Goes                                    | Stadhuis (Rathaus) (CC), RCE 16310                                           | 15., 16. u. 18. Jh.                                                                                                   | |      |
| Goes                                    | Turfkade 11, Haus Karel V (CC)                                               | 1555 | |      |
| 's-Heer Arendskerke, Goes               | Reformierte Kirche (CC), RCE 16400                                           | | Turm aus Backstein, Schiff aus Haustein                                                                                                   |      |
| Kattendijke, Goes                       | Reformierte Kirche (CC), RCE 16407                                           | um 1404 | einige Details noch romanisch; im 18. Jh. verändert u. Chor abgerissen                                                                    |      |
| Kloetinge, Goes                         | Prot. Geerteskerk (CC), RCE 16426                                            | Chor 1275–1300 | Schiff ab 1350 als Hallenkirche, 1480 Umbau zu einschiffiger Kirche                                                                       |      |
| Kapelle                                 | Prot. Onze Lieve Vrouwe Kerk (CC), RCE 23482                                 | um 1300 | später gotisch in Backstein vergrößert |      |
| Wemeldinge, Kapelle                     | Prot. Maartenkerk (CC), RCE 23507 und RCE 23508                              | Turm u. Chor Ende 14., Schiff 15. Jh.                                                                                 | |      |
| Kloosterzande, Hulst, Zeeuws Vlaanderen | Hof te Zande Kerk (CC), RCE 22226, M-ZE S. 146                               | um 1250 | ehem. Klosterkapelle, romano-gotisch |      |
| Kortgene, Noord-Beveland                | Cath. Nicolaaskerk (CC), RCE 23769                                           | Turm vor 1530 | Schiff ab 1670 |      |
| Middelburg, Walcheren                   | Abtei Middelburg, RCE 28658, M-ZE S. 161 ff.                                 | heutige ab 1255/1256                                                                                                  | Kreuzgang aus Werkstein |      |
| Middelburg, Walcheren                   | Prot. Koorkerk (Chor-Kirche) (CC), RCE 28672, M-ZE 159 ff.                   | | spätgotisch, aus dem Querhaus der Abteikirche aus dem 13. Jh.                                                                             |      |
| Middelburg, Walcheren                   | „Englische“ Kirche (CC), RCE 29491, M-ZE S. 165                              | 1480 | Prot. ehem. Alexianerkirche |      |
| Middelburg, Walcheren                   | Prot. ehem. Hospital-Kirche (CC), RCE 29171                                  | 1491 | |      |
| Middelburg, Walcheren                   | Prot. Nieuwe Kerk (CC), RCE 28673                                            | heutige ab 1586 | heutige Gestalt nach Brand; romanischer Vorgängerbau                                                                                      |      |
| Brouwershaven, Schouwen-Duiveland       | Prot. Nicolaaskerk (CC), RCE 11122                                           | 14.–16. Jh. | hellroter Backstein mit Bändern von weißem Haustein                                                                                       |      |
| Dreischor, Schouwen-Duiveland           | Prot. Adriaanskerk (CC), RCE 11162                                           | 14./15. Jh. | Hallenkirche, zwei Schiffe mit Tonnengewölben                                                                                             |      |
| Burgh-Haamstede, Schouwen-Duiveland     | Prot. Johannes de Doperkerk (CC), RCE 38790                                  | 15. Jh. | Pseudobasilika, Chor verloren |      |
| Burgh-Haamstede, Schouwen-Duiveland     | Plompe Toren (Plumper Turm) (CC), RCE 38807                                  | 15. Jh. | zugehörige Kirche 1583 verloren, Dorf Koudekerke aufgegeben                                                                               |      |
| Burgh-Haamstede, Schouwen-Duiveland     | Slot Haamstede (CC), RCE 515605                                              | 13. u. 17./18. Jh. | einige untere Teile des Turms |      |
| Nieuwerkerk, Schouwen-Duiveland         | Prot. Johanneskerk (CC), RCE 14164                                           | 15. Jh. | Schiff zwischen Chor und Turm 1583 abgerissen                                                                                             |      |
| Noordgouwe, Schouwen-Duiveland          | Prot. Driekoningenkerk (CC), RCE 11186                                       | 1462 | |      |
| Noordwelle, Schouwen-Duiveland          | Prot. Corneliuskerk (CC), RCE 38818 und RCE 38819                            | Mitte 15. Jh. | Turm 15. u. 16. Jh. |      |
| Oosterland, Schouwen-Duiveland          | Prot. Sint Jodocuskerk (CC), RCE 14160                                       | um 1500 | Chor u. Turm mittelalterl., Schiff um 1700                                                                                                |      |
| Kruiningen, Reimerswaal                 | Johanneskerk (CC) RCE 32418, 32417                                           | Turm 14. Jh., Schiff 2. H. 15. Jh.                                                                                    | Pseudobasilika |      |
| Waarde Reimerswaal                      | Onze-Lieve-Vrouwekerk RCE 32425                                              | Turm 14. Jh., Schiff um 1500                                                                                          | Seitenschiff einer 1589 abgebrannten Kirche                                                                                               |      |
| Renesse, Schouwen-Duiveland             | Prot. Jacobuskerk (CC), RCE 38831                                            | 1506 | |      |
| Renesse, Schouwen-Duiveland             | Schloss Moermond (CC), RCE 38837                                             | 1400 | |      |
| Serooskerke, Schouwen-Duiveland         | Prot. Sint-Alardskerk, (CC) RCE 38841                                        | frühes 15. / spätes 16. Jh.                                                                                           | |      |
| Sluis                                   | Rathaus u. Belfried (CC), RCE 33890, M-ZE p.230                              | 1393–1396 | viel gelber Backstein, einiger roter Backstein und einiger Haustein; nach schweren Zerstörungen im Zweiten Weltkrieg vieles rekonstruiert |      |
| Cadzand, Sluis, Zeeuws Vlaanderen       | Prot. Mariakerk (CC), RCE 31509                                              | blassgelber Backstein; zweischiffige Hallenkirche, nördl. Schiff 4. Viertel 13. Jh., SüdSchiff 14. Jh.                | blassgelber Backstein; zweischiffige Hallenkirche, nördl. Schiff 4. Viertel 13. Jh., SüdSchiff 14. Jh.                                    |      |
| Groede, Sluis                           | Grote Kerk (CC), RCE 31516                                                   | Turm 14. Jh., Mittelschiff 15. Jh., Südschiff um 1500, Flutschäden 1583–1613, nördl. Schiff 1632–1634 wiederaufgebaut | Turm 14. Jh., Mittelschiff 15. Jh., Südschiff um 1500, Flutschäden 1583–1613, nördl. Schiff 1632–1634 wiederaufgebaut                     |      |
| Sint Kruis, Sluis                       | Reformierte Kirche (CC), RCE 6934                                            | 14. Jh. | Schiff wahrsch. Rest einer ehem. dreischiffigen Hallenkirche                                                                              |      |
| Sint Anna ter Muiden, Sluis             | Reformierte Kirche (CC), RCE 33961                                           | Turm 14. Jh. | Schiff 1650 |      |
| Sint Maartensdijk, Tholen               | Prot. Maartenskerk (CC), RCE 35410                                           | 2. Hälfte des 15. Jh.                                                                                                 | Pseudobasilika |      |
| Tholen, Tholen                          | Gasthuiskapel St. Laurens (CC), RCE 35347                                    | um 1460 | |      |
| Veere, Walcheren                        | Prot. Kleine Kerk (CC), Anbau der Grote Kerk (CC), RCE 36967 M-ZE S. 244–245 | 16. Jh. | niedrige Hallenkirche aus zwei Schiffen des ehem. Hallenchors der Grote Kerk                                                              |      |
| Veere, Walcheren                        | Campveerse Toren (Turm) (CC), RCE 36920                                      | 15. Jh. | Verteidigungsbau am Hafen von Veere |      |
| Aagtekerke, Veere                       | Reformierte Kirche (CC), RCE 28105                                           | renoviert 1625 | |      |
| Biggekerke, Veere                       | Reformierte Kirche (CC), RCE 36967                                           | 15. Jh. | |      |
| Domburg, Veere                          | Reformierte Kirche (CC), RCE 13203                                           | 15. Jh. | |      |
| Grijpskerke, Veere                      | Michaëlskerk (CC), RCE 28113                                                 | ältester Teil 14. Jh.                                                                                                 | |      |
| Grijpskerke, Veere                      | Bauernhof Wilhelmina’s Oord (CC), RCE 28111, M-ZE S. 116                     | 16. Jh. | jüngerer Flügel 1589 |      |
| Hoogelande, Veere                       | Sint Maarten Kapel (CC), RCE 28112                                           | 15. Jh. | als Kapelle restaurierte Chorruine einer abgegangenen Kirche                                                                              |      |
| Meliskerke, Veere                       | Prot. Odulphuskerk (CC), RCE 28118                                           | um 1400 | Schiff verändert |      |
| Oostkapelle, Veere                      | Prot. Willibrordkerk Reformierte Kirche (CC), RCE 42166 und RCE 42167        | Turm 14. Jh., Schiff 15. Jh., verändert 1610                                                                          | Turm 14. Jh., Schiff 15. Jh., verändert 1610                                                                                              |      |
| Oostkapelle, Veere                      | Kasteel Westhove (CC), RCE 507929                                            | Türme 15. Jh. | andere Teile 17. Jh., nach Zerstörung 1752                                                                                                |      |
| Serooskerke, Veere                      | Prot. Johanneskerk (CC), RCE 37028                                           | 15. Jh. | |      |
| Vrouwenpolder, Veere                    | mit Vorbehalt: Prot. Pelgrimskerk (CC), RCE 37009, M-ZE S. 262               | 1627y | nachgotischer Ersatz für 1572 Vorgänger, aus dessen Tuffstein u. (viel mehr) Backstein                                                    |      |
| Westkapelle, Veere                      | Leuchtturm Westkapelle (Oberfeuer), RCE 38855                                | Turm 1409/1410 | ehem. Kirchturm, Schiff 1831 abgerissen                                                                                                   |      |
| Zoutelande, Veere                       | Prot. Catharinakerk Catharinakerk (Zoutelande) (CC), RCE 36864               | 15. Jh. | |      |
| Vlissingen                              | Jacobskerk (CC), RCE 37752                                                   | frühes 14. Jh. u. 15. Jh.                                                                                             | Hallenkirche |      |
| Vlissingen                              | Gevangentoren (Vlissingen) (CC), RCE 37637                                   | um 1490 | Turm der spätmittelalterlichen Stadtbefestigung                                                                                           |      |
| Oost-Souburg, Vlissingen                | Ref. Kirche „Open Haven“ (CC), RCE 37840                                     | Turm 14., Schiff 15. Jh.                                                                                              | |      |
| Ritthem, Vlissingen                     | Reformierte Kirche (CC), RCE 37848                                           | 16. Jh. | verändert 1611 |      |
| Waarde, Reimerswaal                     | Ref. Liebfrauenkirche(CC), RCE 32425                                         | Turm Ende 14., Schiff 15. Jh., Großteil des 1589 Schiffs verloren                                                     | Turm Ende 14., Schiff 15. Jh., Großteil des 1589 Schiffs verloren                                                                         |      |
| Zierikzee, Schouwen-Duiveland           | Nobelpoort (CC), RCE 40671                                                   | 14. Jh. | |      |
| Zierikzee, Schouwen-Duiveland           | Noordhavenpoort (CC), RCE 40849                                              | 14. Jh. u. later | Außenmauern aus Haustein, Hofwände aus Backstein                                                                                          |      |
| Zierikzee, Schouwen-Duiveland           | Zuidhavenpoort (CC), RCE 41012                                               | frühes 14. Jh. u. um 1500                                                                                             | modernisiert 1774 |      |
| Zierikzee, Schouwen-Duiveland           | Stadhuis (Rathaus) (CC), RCE 40750                                           | Turm um 1550 | |      |
| Zierikzee, Schouwen-Duiveland           | Prot. Gasthuiskerk, RCE 40591                                                | 15./16. Jh. | in 17. Jh. in manieristischem Stil südwärts vergrößert                                                                                    |      |
| Zierikzee, Schouwen-Duiveland           | Huis De Haene = Templierenhuis (CC) RCE 40920                                | | unten verblendet, Speichergeschosse backsteinsichtig                                                                                      |      |
| Zierikzee, Schouwen-Duiveland           | Sint Anthonieshofje (Manhuisstraat 7), RCE 40725                             | Mitte 16. Jh. | |      |

## Noord-Brabant

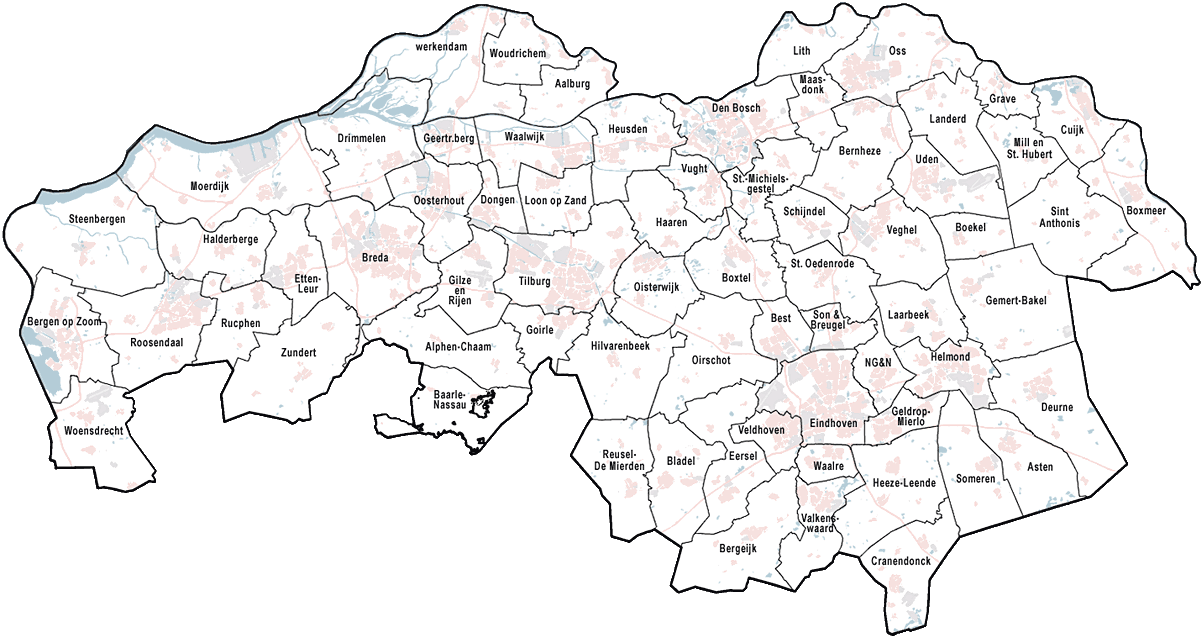
Gemeinden in der Provinz Noord-Brabant

– Siehe auch romanische Backsteinbauten in Noord-Brabant –
(Anzahl der Gebäude und Gebäudegruppen: 126)
Hintergrundinformationen:
- RCE = Datenbank des Rijksdienst voor het Cultureel Erfgoed (Reichsdienst für das Kulturerbe)
- M-NB = Band über die Provinz Noord-Brabant (Nordbrabant) der Reihe Monumenten in Nederland, verfügbar als PDF zum kostenlosen Download, siehe Literatur: Monumenten in Nederland

Bei einigen Gebäuden ist unter „(CC)“ die zugehörige Bildersammlung in Wikimedia Commons verlinkt.
| Ort                                                | Bauwerk                                                                | Bauzeit | Anmerkungen | Foto |
| -------------------------------------------------- | ---------------------------------------------------------------------- | --- | --- | ---- |
| Wijk en Aalburg, Gem. Altena, linkes Ufer der Maas | Alte Reformierte Kirche Aalburg (CC), RCE 6805                         | Turm 14. Jh. | Schiff u. Chor 1630 wiederaufgebaut |      |
| Wijk en Aalburg, Gem. Altena, linkes Ufer der Maas | Reformierte Kirche Wijk (CC), RCE 6803                                 | Turm 15. Jh. | Pseudobasilika, vollst. Wiederaufbau im 18. Jh. |      |
| Eethen, Altena                                     | Reformierte Kirche (CC), RCE 6815                                      | Chor 15. Jh. | Schiff 12. Jh. aus Tuffstein, 13. Jh. vergrößert in Backstein, Turm vereinfachte Rekonstruktion nach Schaden im Zweiten Weltkrieg                                                           |      |
| Meeuwen, Altena                                    | Turm der früheren reformierten Kirche (CC), RCE 6819                   | Turm 1. H. 14. Jh. | Schiff nach Zerstörung im Zweiten Weltkrieg modern ersetzt |      |
| Veen, Altena                                       | Reformierte Kirche (CC), RCE 6822                                      | Schiff 12. Jh. aus Tuffstein; Backsteingotik ab Mitte 13. Jh.: Turm, Chor um 1300, Südschiff 15. Jh.; Turm 1648 erhöht, Fenster später verändert                                            | Schiff 12. Jh. aus Tuffstein; Backsteingotik ab Mitte 13. Jh.: Turm, Chor um 1300, Südschiff 15. Jh.; Turm 1648 erhöht, Fenster später verändert                                            |      |
| Bakel, Gemert-Bakel                                | Sint-Willibrorduskerk (CC), RCE 8592                                   | Turm frühes 16. Jh. | andere Teile Wiederaufbau nach Bränden |      |
| Gemert, Gemert-Bakel                               | St-Jan Onthoofding-K. /Enthauptung Johannis (CC) RCE 16050 M-NB        | um 1437 | 1853–1858 Kirche nach Westen vergrößert mit neuem Turm |      |
| Bergeijk                                           | Hofkerk (CC), RCE 9258                                                 | Chor frühes 15., Schiff u. Querhaus 16. Jh. | westliche 2 Joche des Schiffs 1888–1893 |      |
| Luyksgestel, Bergeijk                              | Sint Martinuskerk (CC), RCE 26322                                      | Turm 15. Jh. | Schiff modern |      |
| Bergen op Zoom                                     | Markiezenhof (Gräfinnenhof) (CC), RCE 9244                             | spätes 15. Jh. | Backstein mit Lagen aus Haustein |      |
| Bergen op Zoom                                     | Gevangenpoort (CC), RCE 9185                                           | 14. Jh. | Stadtseite aus Backstein, Feldseite aus Tuffstein |      |
| Halsteren, Bergen op Zoom                          | Ref. Kirche (CC), RCE 19987 M-NB S. 179/80                             | 14./15. Jh. | spätere Anfügungen |      |
| Bladel                                             | Turm der ehem. Sint-Petrus' Bandenkerk (CC), RCE 9576                  | 1. H. 15. Jh. | Schiff abgerissen |      |
| Hoogeloon, Bladel                                  | Turm der früheren Pankratiuskirche (CC), RCE 22247                     | 15. Jh. | Schiff 1928 abgerissen |      |
| Boxtel                                             | Sint-Petruskerk (CC), RCE 10056                                        | Chor u. Turm um 1500 | Schiff nach Zeit als Ruine stark erneuert |      |
| Breda                                              | Sint-Martinuskerk (CC), RCE 10388                                      | 15./16. Jh. | Turm nach Brand von 1873 neugotisch |      |
| Breda                                              | Sint Joostkapel (CC), RCE 10143                                        | Schiff um 1435, Turm um 1500 | |      |
| Breda                                              | Waalse Kerk (CC), RCE 10118                                            | 15. u. 16. Jh. | |      |
| Breda                                              | Sint-Annakapel (CC), RCE 10375                                         | spätes 16. Jh. | |      |
| Breda                                              | Huis van Brecht (CC), RCE 10139                                        | 1. H. 16. Jh. | weiß getünchter Backstein |      |
| Gageldonk, Breda                                   | Kapel van Gageldonk (CC), RCE 10432                                    | frühes 165h Jh. | |      |
| Chaam, Alphen-Chaam                                | Prot. Ledevaertkerk (CC), RCE 11479                                    | 16. Jh. | Turm im Zweiten Weltkrieg verloren |      |
| Galder, Alphen-Chaam                               | Sint-Jacobskapel (CC), RCE 30500                                       | Turm 1515 u. 1628 | zwischenzeitlich Schulhaus |      |
| Deurne                                             | Willibrorduskerk (CC), RCE 12372                                       | Turm um 1400, Chor u. Querhaus um 1460, seitliche Türme u. westl. Schiff neugotisch | Turm um 1400, Chor u. Querhaus um 1460, seitliche Türme u. westl. Schiff neugotisch |      |
| Deurne                                             | Klein Kasteel (CC), RCE 12367                                          | 14. Jh. | teilw. im 17. Jh. modernisiert, spätere Anbauten |      |
| Dongen                                             | Prot. Oude Kerk (CC), RCE 13220                                        | 15. Jh. | zwischen Turm und Vierung Ruine |      |
| 's-Gravenmoer, Dongen                              | Alte Kirche (Oude/Hervormde Kerk) (CC) RCE 13221 u. 13220 M-NB S. 178  | Turm 14. Jh., Schiff 15. Jh. u. 1640–1644 | Schiff heute Ruine |      |
| Eersel                                             | Willibrorduskerk (CC), RCE 517808                                      | before 1480 | 1648–1812 Reformed |      |
| Eersel                                             | Onze Lieve Vrouw van Kempenkerk (CC), RCE 14570                        | 1464 | 1648–1957 als Rathaus benutzt |      |
| Duizel, Gem. Eersel                                | Kirchturm d. ehem. Kirche St. Jan de Doper (CC) RCE 14584              | 2. H. 15. Jh. | Kirche 1927 abgebrochen |      |
| Steensel, Eersel                                   | Turm der ehem. Luciakerk (CC), RCE 14587                               | spätes 14. Jh. | Schiff 1821 ersetzt und abgerissen 1933 |      |
| Eindhoven                                          | Klooster Mariënhage (CC), RCE 14627                                    | 15. Jh. | im 17. Jh. verändert, im 19. Jh. zusätzliche Gebäudeflügel |      |
| Woensel, Eindhoven                                 | Oude Toren (Alter Turm) (CC), RCE 14654                                | 15. Jh. | Turm der ehem. Pieterskerk |      |
| Etten-Leur                                         | Catharinakerk (CC), RCE 15401                                          | 1440–1500 | 1593–1606 vermindert wiederaufgebaut, Turm 1771 |      |
| Geertruidenberg                                    | Geertruidskerk (CC), RCE 15950                                         | 1315–1539 | Hallenkirche mit parallelen Längsdächern |      |
| Raamsdonk, Geertruidenberg                         | Prot. Lambertuskerk (CC), RCE 32279                                    | um 1500 | nach Bränden von 1716 und 1872 leicht verändert wiederaufgebaut |      |
| Geffen, Maasdonk                                   | Maria Magdalenakerk (CC), RCE 16026 M-NB S. 164                        | Turm 15. Jh. Schiff fr. 16. Jh. | 17. Jh. Reparatur nach Brand, 1892/1893 Querhaus u. neuer Chor |      |
| Gemert, Gemert-Bakel                               | Kasteel van Gemert (CC) RCE 52944                                      | 1400–1435 | errichtet als Burg des Deutschen Ordens, nur noch Burgturm der Vorburg im mittelalterlichen Zustand erhalten                                                                                |      |
| Gemert, Gemert-Bakel                               | St-Jan Onthoofding-K. /Enthauptung Johannis (CC) RCE 16050 M-NB        | um 1437 | 1853–1858 Kirche nach Westen vergrößert mit neuem Turm |      |
| Goirle                                             | Sint-Johanneskerk Onthoofding-K. (CC) RCE 16526                        | Turm M. 15. Jh. | übrige Kirche 1896/1897 ersetzt |      |
| Haaren, Oisterwijk                                 | Turm der ehem. Lambertuskerk (CC) RCE 18898 M-NB S. 178                | 1472 | Kirche im 18. Jh. eingestürzt |      |
| Esch, Boxtel                                       | St-Willibrordus-K. (CC) RCE 15375                                      | Turm 15. Jh. | Schiff 1927 |      |
| Helvoirt, Vught                                    | Reformierte Kirche (CC), RCE 21463                                     | 15. Jh. | |      |
| Helvoirt, Vught                                    | Schloss Zwijnsbergen (CC), RCE 519546, M-NB S. 196                     | älteste Teile 16. Jh. | Vorgänger seit 13. Jh. |      |
| Helmond                                            | Schloss Helmond (CC), RCE 21450                                        | um 1325 | |      |
| Helmond                                            | Lambertuskerk (CC), RCE 21448, M-NB S. 355f.                           | Turm 15. Jh. | Turmobergeschoss 1724, Schiff 1856–1861, dabei Tum teilw. neu verkleidet |      |
| Aarle-Rixtel, Helmond                              | Kasteel Croy (CC), RCE 515752                                          | 15. Jh. | |      |
| Stiphout, Helmond                                  | Alter Kirchturm (CC), RCE 21455                                        | 1400, 1600 | Kirche im 19. Jh. abgerissen |      |
| ’s-Hertogenbosch                                   | Haus De Moriaan (CC), RCE 21731                                        | 1220 | |      |
| ’s-Hertogenbosch                                   | Oude (Alte) Sint-Jacobskerk/ Groot Tuighuis (Zeughaus) (CC), RCE 21585 | 1430–1584 | bei Umbau zum Großen Zeughaus Seitenschiffe in Stockwerke unterteilt; heute Museum |      |
| ’s-Hertogenbosch                                   | Tum der Johanneskathedrale                                             | obere Geschosse des Westturms ab Anfang 16. Jh.; Renaissancehelm nach Brand von 1584; untere Geschosse Mitte 13. Jh. spätromanisch; alle anderen Teile der Kathedrale gotisch aus Sandstein | obere Geschosse des Westturms ab Anfang 16. Jh.; Renaissancehelm nach Brand von 1584; untere Geschosse Mitte 13. Jh. spätromanisch; alle anderen Teile der Kathedrale gotisch aus Sandstein |      |
| ’s-Hertogenbosch                                   | St-Catharinakerk (CC), RCE 21692                                       | Chor 1533 | übrige Kirche 1916/1917 ersetzt 51.685847,5.299917 |      |
| ’s-Hertogenbosch                                   | De Munt, Postelstraat 42 (CC), RCE 21809                               | 16. Jh. | spätgotisch, 1582–1629 Sitz der Münze |      |
| ’s-Hertogenbosch                                   | Spinhuiswal 1 (CC), RCE 21849                                          | Anf. 16. Jh. | Refugium der Abtei St-Gertrud in Leuven |      |
| ’s-Hertogenbosch                                   | Tolbrug 151, (CC), RCE 21580                                           | 1501, 1533 | Refugium der Abtei Mariënhage in Woensel, ursprünglich Privathaus |      |
| ’s-Hertogenbosch                                   | Weitere Bürgerhäuser                                                   | 13.–15. Jh. | unter anderem Keershuis (Jansstraat 1 / Lepelstraat 12) |      |
| Bokhoven, ’s-Hertogenbosch                         | Antonius Abtkerk (CC), RCE 21956                                       | 1498 | Querhaus und Chor 1610 |      |
| Engelen, ’s-Hertogenbosch                          | reformierte Kirche (CC), RCE 21954                                     | 15. Jh. | Chor der 1587 zerstörten Lambertuskerk |      |
| Rosmalen, ’s-Hertogenbosch                         | St-Lambertuskerk (CC) RCE 32720, M-NB S. 289                           | Turm 15. u. 16. Jh. | Schiff 18. Jh., Querschiffe (1.) 16. Jh., (2.) 1911 |      |
| Heusden, an der Bergsche Maas                      | Grote of Sint-Catharinakerk (CC), RCE 22061                            | Chor 15. Jh., nördl. Querhaus u. Seitenschiff um 1550 | Chor 15. Jh., nördl. Querhaus u. Seitenschiff um 1550 |      |
| Hedikhuizen, Heusden                               | ehem. Reformierte Kirche (CC), RCE 22121                               | 15. Jh. | heute privates Wohnhaus |      |
| Heesbeen, Heusden                                  | Reformierte Kirche (CC), RCE 22118                                     | Turm 14. Jh. | Schiff 18. Jh. und teilw. aus Tuffstein |      |
| Vlijmen, Heusden                                   | Reformierte Kirche (CC), RCE 37868                                     | Turm 13./15. Jh., Schiff 14. Jh., erhöht im 16. Jh. | Turm 13./15. Jh., Schiff 14. Jh., erhöht im 16. Jh. |      |
| Hilvarenbeek                                       | St-Petrus'-Bandenkerk (CC), RCE 22152                                  | Schiff 14. Jh., Querhaus, Chor u. Turm 15. Jh., weiter vergrößert im 16. Jh. | Schiff 14. Jh., Querhaus, Chor u. Turm 15. Jh., weiter vergrößert im 16. Jh. |      |
| Diessen, Hilvarenbeek                              | Willibrorduskerk (CC), RCE 12898                                       | Chor frühes 15., Schiff Mitte 15., Querhaus u. Turm frühes 16. Jh. | Chor frühes 15., Schiff Mitte 15., Querhaus u. Turm frühes 16. Jh. |      |
| Aarle-Rixtel, Laarbeek                             | Liebfrauenkapelle im Sand (CC), RCE 6938                               | 16. Jh. | Anbauten 1608; 1648–1853 als Rathaus benutzt |      |
| Beek en Donk, Laarbeek                             | Turm der ehem. Michaëlkerk (CC), RCE 8789                              | 15. Jh. | Rest der Kirche um 1813 abgerissen |      |
| Beers, Land van Cuijk                              | Turm der Lambertuskerk (CC), RCE 8856                                  | 15. Jh. | Obergeschoss u. Schiff 19. Jh. |      |
| Cuijk, Land van Cuijk, Westufer der Maas           | Turm der alten Martinuskerk (CC), RCE 11622                            | 15. Jh. | heutige Kirche von 1913 |      |
| Grave, Land van Cuijk, linkes Ufer der Maas        | Sint Elisabethskerk (CC), RCE 17255, M-NB S. 173–174                   | Chor 1416 | zahlreiche Zerstörungen und Wiederaufbauten, Südgiebel Renaissance |      |
| Grave, Land van Cuijk, linkes Ufer der Maas        | Protestantische Kirche, RCE 17209                                      | um 1500 | |      |
| Grave, Land van Cuijk, linkes Ufer der Maas        | Stadhuis (Rathaus) (CC), RCE 17256, M-NB S. 175                        | ab ca. 1420 oder 16. Jh. | weitere Teile ab 1600 |      |
| Ledeacker, Land van Cuijk                          | Catharinakerk (CC), RCE 31776                                          | Chor 15. Jh. | ansonsten 1837 u. 1900 |      |
| Linden, Land van Cuijk                             | Lambertuskerk (CC), RCE 8863                                           | 15. Jh. | |      |
| Mill, Land van Cuijk                               | Kasteel (Burg) Tongelaar, (CC)                                         | Turm M. 15. Jh. | |      |
| Mill, Land van Cuijk                               | Onze-Lieve-Vrouwekapel (CC), RCE 29934                                 | 15. Jh. | Rest eines größeren Gebäudes |      |
| Sambeek, Land van Cuijk                            | Turm der Johanniskirche (CC), RCE 10049                                | 15. Jh. | Schiff im Zweiten Weltkrieg zerstört |      |
| Sint Agatha, Land van Cuijk                        | Kreuzherrenkloster Sint Agatha, RCE 11630                              | 15. Jh. | Kirche und Kreuzgang erhalten |      |
| Sint Anthonis, Land van Cuijk                      | Kerk van Antonius Abt (CC), RCE 31774                                  | Pfarrei ab 1477 | Veränderungen 1834 und 1930/1931 |      |
| Velp, Land van Cuijk                               | Alte Vincentiuskerk (CC), RCE 17330                                    | Turm 15. Jh., nördl. Seitenschiff und Chor 16. Jh. | Turm 15. Jh., nördl. Seitenschiff und Chor 16. Jh. |      |
| Loon op Zand                                       | Sint-Jans Onthoofdingkerk (CC), RCE 26169                              | Chor um 1400, Turm um 1450, Schiff und Querhaus 2. Hälfte des 15. Jh., weitere Ergänzungen im 19. u. 20. Jh.                                                                                | Chor um 1400, Turm um 1450, Schiff und Querhaus 2. Hälfte des 15. Jh., weitere Ergänzungen im 19. u. 20. Jh.                                                                                |      |
| Drimmelen, Made                                    | Reformierte Kirche (CC), RCE 28088                                     | 15. Jh. | 1776 stark verändert |      |
| Terheijden, Made                                   | Kirche Sint Antonius Abt (CC) RCE 34990                                | Turm 15. Jh.. Chor um 1500, Schiff 1542–1546 | Turm 15. Jh.. Chor um 1500, Schiff 1542–1546 |      |
| Schijndel, Meierijstad                             | Servatiuskerk (CC), RCE 33568                                          | Turm 1525 | Schiff 1839/1840 |      |
| Sint-Oedenrode, Meierijstad                        | Knoptorenkerk (CC), RCE 33653                                          | 1. H. 15. Jh. | Schiff 1805 |      |
| Zevenbergen, Moerdijk                              | Grote of Catharinakerk (CC), RCE 40443                                 | um 1400 | Anfügungen bis 1541; Pseudobasilika |      |
| Gerwen, Nuenen, Gerwen en Nederwetten              | Sint Clemenskerk (CC), RCE 30824                                       | 15. Jh. | nach Brand 1612 teilw. erneuert |      |
| Nederwetten, Nuenen, Gerwen en Nederwetten         | Turmruine der Lambertuskerk (CC), RCE 30828, M-NB S. 357               | 15. Jh. | Schiff abgebrochen |      |
| Oirschot                                           | Petruskerk, RCE 31282                                                  | 1462–frühes 16. Jh. | westl. Teile mit vielen Hausteinbändern (Specklagen) |      |
| Oirschot                                           | Stadhuis (Rathaus) (CC) RCE 31281 M-NB S. 263                          | 1463, nach 1513 | Wiederaufbau nach Stadtbrand von 1515 |      |
| Oirschot                                           | Lateinschule (CC) RCE 31321 M-NB S. 263                                | 1550 | 1679 erneuert |      |
| Middelbeers, Oirschot                              | Alte Willibrorduskerk (CC), RCE 31597                                  | 15. Jh. | |      |
| Oostelbeers, Oirschot                              | Oude Toren (Alter Kirchturm) (CC), RCE 31599                           | 1. H. 14. Jh. | Schiff 1798 abgebrochen |      |
| Moergestel, Oisterwijk                             | Sint-Janskerk (CC), RCE 519970                                         | Turm um 1500 | Schiff nach 1931 |      |
| Oosterhout                                         | Sint-Janskerk, RCE 31673                                               | 15. Jh., Turm 1519–1527 | 1880–1882 neugotisch vergrößert |      |
| Oosterhout                                         | Kloster St. Catharinadaal (CC) RCE 31669                               | | nordwestlicher Teil, noch nicht für klösterliche Zwecke errichtet, gotisch |      |
| Berghem, Oss                                       | Willibrorduskerk (CC), RCE 9335                                        | Turm um 1500 | Schiff neugotisch von 1902–1903 |      |
| Dennenburg, Oss                                    | Ehem. Michaelskerk (CC), RCE 32780, M-NB S. 132/133                    | Schiff 11. Jh. (orig. Tuffstein), Turm 13. Jh., im frühen 16. Jh. Turm erhöht und neu umhüllt, Schiff in Backstein gotisiert, Chor angefügt                                                 | Schiff 11. Jh. (orig. Tuffstein), Turm 13. Jh., im frühen 16. Jh. Turm erhöht und neu umhüllt, Schiff in Backstein gotisiert, Chor angefügt                                                 |      |
| Dieden, Oss                                        | Prot. Laurentiuskerk (CC), RCE 32388                                   | 13. u. 15. Jh. | |      |
| Herpen, Oss                                        | Sebastianuskerk (CC), RCE 32394                                        | Turm 14., Chor 15. Jh. | Schiff 1907, neugotisch |      |
| Megen, Oss                                         | Gevangentoren (CC), RCE 28527                                          | 14. Jh. | |      |
| Oud Gastel, Halderberge                            | Laurentiuskerk (CC), RCE 521551                                        | Turm 15. Jh. | Schiff 1906 |      |
| Hooge Mierde, Reusel-De Mierden                    | Kath. Johanniskirche (CC) RCE 22240                                    | Turm „mittelalterl.“ | Schiff 1922 |      |
| Lage Mierde, Reusel-De Mierden                     | St. Stephanuskerk (CC), RCE 22236                                      | 15. Jh. | Querhaus u. Chor 1912, neugotisch |      |
| Roosendaal, nahe Antwerpen (BE)                    | Ehem. Sint-Janskerk (CC), RCE 32709                                    | Kern des Turms 14./15. Jh. | Rest der Kirche neo-klassizistisch |      |
| Wouw, Roosendaal                                   | Lambertuskerk (CC), RCE 39627                                          | Turm 15. Jh., Schiff restauriert 1882, nach schweren Zerstörungen 1944 durch deutsche Truppen bis 1951 wiederaufgebaut; Turm u. Schiff Backstein mit etwas Haustein, Querhaus aus Tuffstein | Turm 15. Jh., Schiff restauriert 1882, nach schweren Zerstörungen 1944 durch deutsche Truppen bis 1951 wiederaufgebaut; Turm u. Schiff Backstein mit etwas Haustein, Querhaus aus Tuffstein |      |
| Sint-Michielsgestel                                | Oude toren (Alter Kirchturm) (CC), RCE 33633                           | Mitte 15. Jh. | wechselnde Lagen aus Backstein und aus Haustein (Specklagen); Schiffe 15. Jh. bis 1836 und 1836–1932 verloren                                                                               |      |
| Berlicum, Sint-Michielsgestel                      | Reformierte Kirche (CC), RCE 9428                                      | Chor 15. Jh. | andere Teile modernisierte Rekonstruktionen nach dem Zweiten Weltkrieg |      |
| Middelrode, zu Berlicum, Sint-Michielsgestel       | Kasteel (Schloss) Seldensate (CC) RCE 520118                           | Torbau 15. Jh. | übrige Gebäude des Herrensitzes teils Ruinen, teils verschwunden |      |
| Den Dungen, Sint-Michielsgestel                    | Jacobuskerk (CC), RCE 14191                                            | frühes 16. Jh. | verändert 1821, Turm der 1899 |      |
| Son en Breugel, an der Dommel                      | Sint-Genovevakerk (CC), RCE 34121                                      | 16. Jh. | Querhaus 1960 |      |
| Son, Son en Breugel                                | Turm der ehem. St-Petrus' Bandenkerk (CC), RCE 34123                   | um 1500 | |      |
| Sprundel, Rucphen                                  | Johanneskerk (CC), RCE 32965                                           | Turm 15./16. Jh. | Schiff Wiederaufbau im 17. Jh. |      |
| Tilburg                                            | Heikese Kerk (CC), RCE 34389                                           | Kern des Turms 15. Jh. | Schiff 1827–1829, zumindest 2/3 des Turms durch neugotische Anbauten von 1895 verhüllt |      |
| Berkel-Enschot, Tilburg                            | Alter Kirchturm (CC), RCE 9340                                         | 15. Jh. | Schiff 1839 abgerissen |      |
| Hasselt, Tilburg                                   | Hasselter Kapelle (CC), RCE 35700                                      | 15. Jh. | zeitweise als Privathaus genutzt, im 18. Jh. verändert |      |
| Vught                                              | Prot. Lambertuskerk (CC), RCE 38158                                    | um 1500 | Turm, Querhaus und Chor erhalten; Schiff abgerissen 1819 |      |
| Waalre                                             | Ehemalige Willibrorduskerk (CC), RCE 38182                             | Backstein 1469 | westl. Vergrößerung eines Tuffsteinbaus aus dem 12. Jh. |      |
| Waalwijk                                           | Prot. Kerk aan de Haven (CC), RCE 38193                                | 1450–1525 | Pseudobasilika mit hölzernen Tonnengewölben; Turm Ende 16. Jh. zerstört |      |
| Waalwijk                                           | Alter Kirchturm, (CC) RCE 38199                                        | um 1300 u. 15. Jh. | |      |
| Waspik, Waalwijk                                   | Reformierte Kirche (CC), RCE 38339                                     | 15. Jh. | Pseudobasilika |      |
| Werkendam, an der Gabelung der Boven Merwede       | Kasteel Dussen (CC), RCE 14202                                         | 14. Jh. | |      |
| Woudrichem, Altena                                 | Prot. Martinuskerk (CC), RCE 39576                                     | 15. Jh. | restauriert im 16. Jh., Pseudobasilika |      |
| Andel, Altena                                      | Rombouts-Turm (CC), RCE 39622                                          | 14./15. Jh. | |      |
| Giessen-Enspijk, Altena                            | Reformierte Kirche (CC), RCE 39609                                     | 14. Jh. | 1856 um ein Joch verlängert |      |
| Uitwijk, Altena                                    | Reformierte Kirche (CC), RCE 39623                                     | Turm um 1300, Schiff 14. Jh., Chor frühes 15. Jh. | Schiff und Chor heutzutage verputzt |      |

## Provinz Utrecht

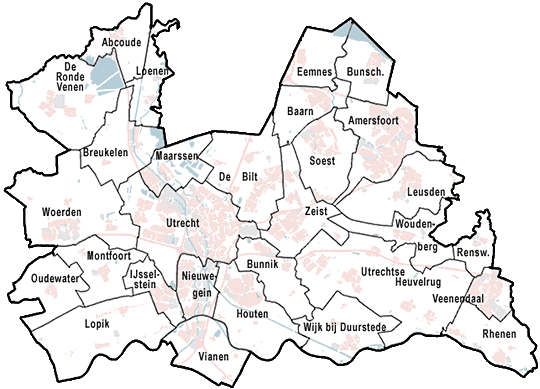
Gemeinden in der Provinz Utrecht vor 2011.

– Siehe auch romanische Backsteinbauten in der Provinz Utrecht –
(Anzahl der Gebäude und Gebäudegruppen: 81)
Hintergrundinformationen:
- RCE = Datenbank des Rijksdienst voor het Cultureel Erfgoed (Reichsdienst für das Kulturerbe)
- M-UT = Band über die Provinz Utrecht der Reihe Monumenten in Nederland, verfügbar als PDF zum kostenlosen Download, siehe Literatur: Monumenten in Nederland

Bei einigen Gebäuden ist unter „(CC)“ die zugehörige Bildersammlung in Wikimedia Commons verlinkt.
| Renaissanceturm von 1530–1540 |

| viele Werksteinverzierungen; Turmobergeschosse ganz aus Haustein |

| Turm Backstein mit „Specklagen“, Chor (älter als das Schiff) aus Tuffstein |

| Langhaus verloren; Backstein am Turm: Nischen von vier und Nischenbögen der bd. unteren Turmgeschosse; am Schiff: verbliebene Seitenkapellen des Langhauses |

| gotische Anbauten (St.-Nikolaus-Kapelle (teilw.) und Konsistorium (überw.) aus Backstein) |

| Stiftskirche ab 1366; Chor verloren |

## Gelderland

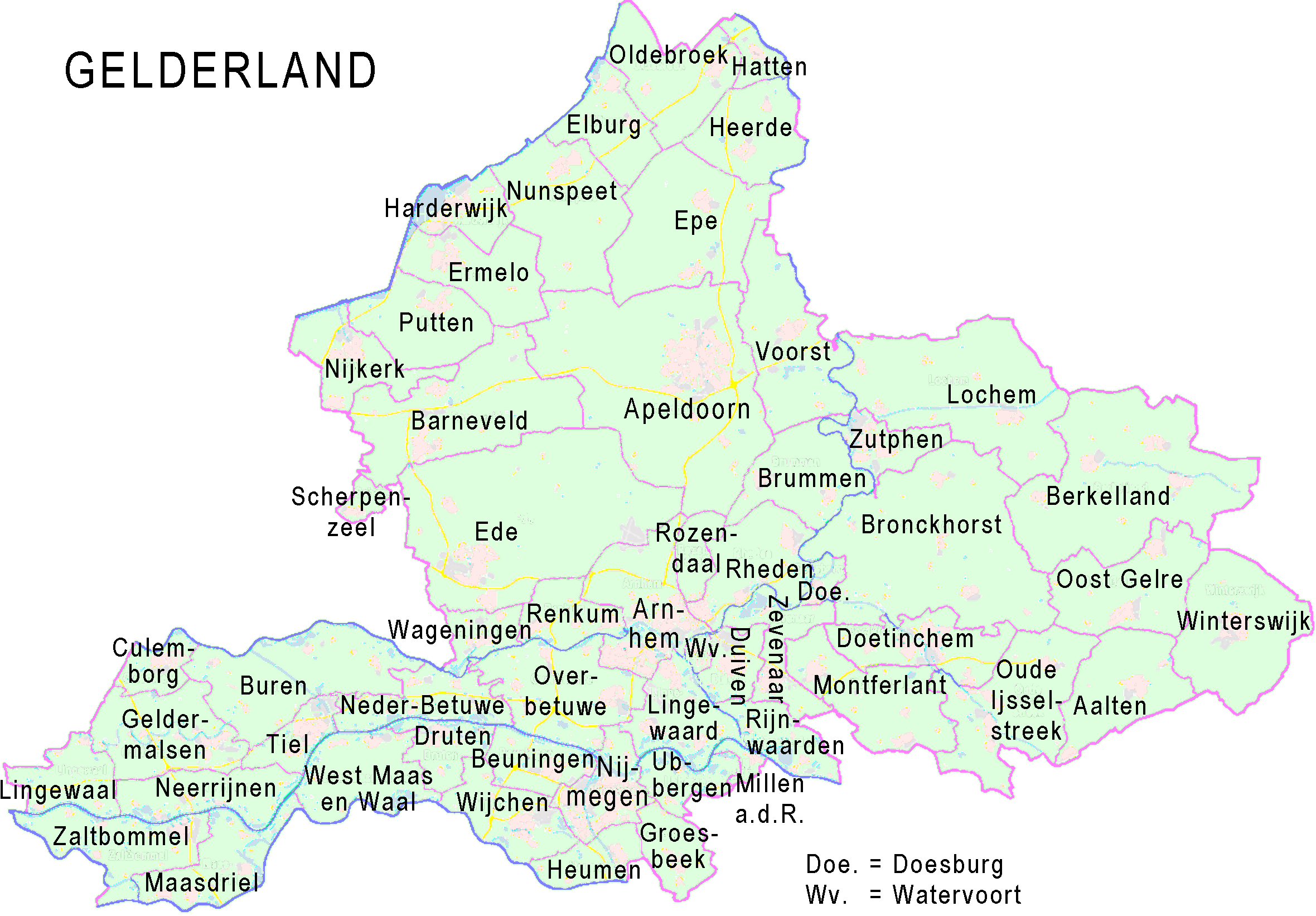
Gemeinden der Provinz Gelderland

– Siehe auch romanische Backsteinbauten in Gelderland –
(Anzahl der Gebäude und Gebäudegruppen: 152)
Hintergrundinformationen:
- RCE = Datenbank des Rijksdienst voor het Cultureel Erfgoed (Reichsdienst für das Kulturerbe)
- M-GE = Band über die Provinz Gelderland der Reihe Monumenten in Nederland, verfügbar als PDF zum kostenlosen Download, siehe Literatur: Monumenten in Nederland

Gebietsgliederung: Orte in der am 1. Januar 2019 entstandenen Gemeinde West Betuwe sind entsprechend der vorangegangenen Lage getrennt unter Geldermalsen, Lingewaal oder Neerijnen aufgeführt.
| Schiff 15. Jh. aus Tuffstein vom Vorgängerbau, Chor aus Backstein |

|  |  |  |

| Gr.Kerkstraat 11 RCE 11540, Slotstraat 10–12 RCE 11589 |

| Koepoortstraat 26, „De Pouw“ (CC), RCE 13007 Veerpoortstraat 22, (CC), RCE 13072 Veerpoortstraat 31, De Pniël (CC), RCE 13069 |

| 19. Jh. verändert, westl. vier Joche mittelalterl. |

## Overijssel

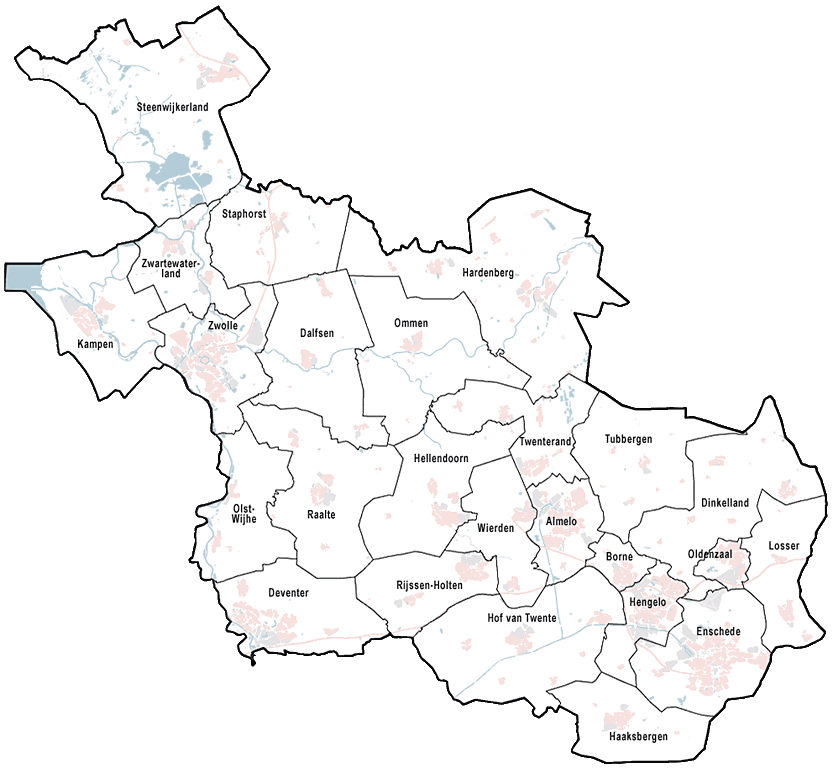
Gemeinden der Provinz Overijssel

(Anzahl der Gebäude und Gebäudegruppen: 43)
Hintergrundinformationen:
- RCE = Datenbank des Rijksdienst voor het Cultureel Erfgoed (Reichsdienst für das Kulturerbe)
- M-OV = Band über die Provinz Overijssel der Reihe Monumenten in Nederland, verfügbar als PDF zum kostenlosen Download, siehe Literatur: Monumenten in Nederland

Bei einigen Gebäuden ist unter „(CC)“ die zugehörige Bildersammlung in Wikimedia Commons verlinkt.
| Ort                           | Bauwerk                                                                                    | Bauzeit                                                                                    | Anmerkungen | Foto |
| ----------------------------- | ------------------------------------------------------------------------------------------ | ------------------------------------------------------------------------------------------ | --- | ---- |
| Borne, Twente                 | Oude Kerk (CC), RCE 9929                                                                   | 15. Jh.                                                                                    | |      |
| Dalfsen, an der Vechte        | Grote Kerk (CC), RCE 11653                                                                 | um 1455                                                                                    | Pseudobasilika; unterer Teil der Türme aus Tuffstein                                                                                      |      |
| Deventer                      | Lebuïnuskirche, RCE 12572, M-OV S. 99–105                                                  | Hallenk. ab 1454                                                                           | außen Tuffstein und Sandstein, innen Wände, Pfeiler und Arkaden aus Backstein                                                             |      |
| Deventer                      | Bergkerk (CC), RCE 12416, M-OV S. 103/104                                                  | gotischer Backstein 1. H. 15. Jh                                                           | Backstein: gotischer Chorumgang und zeitlich gotische, aber retrospektiv romanisch gestaltete Turmobergeschosse                           |      |
| Deventer                      | Broederenkerk (CC), RCE 12543                                                              | 1335–1338                                                                                  | |      |
| Deventer                      | De Waag (CC), RCE 12508                                                                    | 1528–1531                                                                                  | |      |
| Deventer                      | Überreste der Marienkirche (CC), RCE 12698 und RCE 12700, M-OV S. 104 f.                   | 14. u. 15. Jh.                                                                             | Nieuwe Markt 33 u. 35, Säulen und Spitzbögen aus Backstein                                                                                |      |
| Deventer                      | Reste des Cäcilienklosters (CC), RCE 12775                                                 |                                                                                            | |      |
| Deventer                      | Groote- of Heilige Geestgasthuis (CC), RCE 12518                                           |                                                                                            | |      |
| Deventer                      | Boterstraat 3, Boterstraat 4, Olde Munte u. Kronenburg, (CC) RCE 12469 und RCE 12503       |                                                                                            | |      |
| Deventer                      | Deken Doyshuis (CC), 12633                                                                 | 13. Jh.                                                                                    | ein Kapitelhaus |      |
| Deventer                      | Haus De Blauwe Steen, RCE 12397                                                            |                                                                                            | urspr. gotisch |      |
| Deventer                      | Mehrere Bürgerhäuser, einige im Barock oder später verändert                               |                                                                                            | |      |
| Den Ham, Twenterand           | mit Vorbehalt: Turm der the protestantischen Kirche (CC), RCE 19999                        | 1607                                                                                       | eher nachgotisch |      |
| Hasselt, Zwartewaterland      | Grote of Sint-Stephanuskerk (CC), RCE 20900                                                | 14./15. Jh.                                                                                | |      |
| Heemse, Hardenberg            | Prot. Lambertuskerk (CC), RCE 20018                                                        | 1520 oder früher                                                                           | gotischer Backsteinturm der im Übrigen verputzten Kirche                                                                                  |      |
| Hellendoorn                   | Prot. Kirche (CC), RCE 21392                                                               | Turm 1547                                                                                  | spätgotischer Backsteinchor |      |
| Kampen                        | Bovenkerk (CC), RCE 23053                                                                  | 14./15. Jh.                                                                                | Backstein und Stein |      |
| Kampen                        | Broederkerk Broederkerk (CC), RCE 22984                                                    | spätes 15. Jh.                                                                             | |      |
| Kampen                        | Buitenkerk                                                                                 | 14. Jh.                                                                                    | Hallenkirche in Backstein mit Werksteingliederungen                                                                                       |      |
| Kampen                        | Stadhuis (Rathaus), RCE 23110, M-OV S. 195                                                 |                                                                                            | Hallengeschossbau, ein gotischer Giebel erhalten, spätgotisch, Backstein mit viel Werkstein und mehreren Steinskulpturen an der Längswand |      |
| Kampen                        | Stadttore: - Broederpoort (CC), RCE 23446, 1465 - Koornmarktpoort (CC), RCE 23445, 14. Jh. | Stadttore: - Broederpoort (CC), RCE 23446, 1465 - Koornmarktpoort (CC), RCE 23445, 14. Jh. | Broederpoort 1615 zur Renaissance verändert                                                                                               |      |
| Losser, Twente                | St.-Martins-Turm (CC), RCE 26285                                                           | um 1500                                                                                    | Kirche abgerissen |      |
| Mastenbroek, Zwartewaterland  | Onze Lieve Vrouw ter Zon (Unsere Liebe Frau zur Sonne), (CC) RCE 20925                     | 1408                                                                                       | |      |
| Olst, Olst-Wijhe              | Dorpskerk (Olst) (CC), RCE 31437 und RCE 31438                                             | 15./16. Jh.                                                                                | nur obere Teile aus Backstein |      |
| Wijhe, Olst-Wijhe             | Prot. Nicolaaskerk (CC), RCE 39643                                                         | 15. Jh.                                                                                    | Tuffstein (untere Teile des Turms) u. Backstein                                                                                           |      |
| Wesepe, Olst-Wijhe            | Prot. Kirche (CC), RCE 31456                                                               | 14. Jh.                                                                                    | in 17. Jh. erhöht |      |
| Steenwijk, Steenwijkerland    | Grote of Sint-Clemenskerk (CC), RCE 34576                                                  | 14.–16. Jh.                                                                                | Backstein und Stein |      |
| Steenwijk, Steenwijkerland    | Onze Lieve Vrouwe of Kleine kerk (CC), RCE 34599                                           | 1477                                                                                       | Reformiert seit 1592; Pseudobasilika |      |
| Oldemarkt, Steenwijkerland    | Reformierte Kirche (CC), RCE 39904                                                         | frühes 15. Jh.                                                                             | später verändert |      |
| Paasloo, Steenwijkerland      | Kerk van Paasloo (CC), RCE 39905                                                           | frühes 16. Jh.                                                                             | 17. Jh. verändert |      |
| Wanneperveen, Steenwijkerland | Prot. Kirche (CC), RCE 10584                                                               | 1502                                                                                       | im 18. Jh. vergrößert, im 19. Jh. verkleinert                                                                                             |      |
| Vollenhove, Steenwijkerland   | Grote of Sint-Nicolaaskerk (CC), RCE 10555                                                 | 14. Jh.                                                                                    | |      |
| Vollenhove, Steenwijkerland   | Heiliggeistkapelle (CC), RCE 10551                                                         | 15. Jh.                                                                                    | ehem. Hospitalkapelle |      |
| Vollenhove, Steenwijkerland   | Kleine of Onze-Lieve-Vrouwekerk (CC), RCE 10541                                            | 1434, Turm 1458                                                                            | |      |
| Wierden                       | Prot. Dorfkirche (CC), RCE 38901                                                           | Turm Ende 15. Jh.                                                                          | Schiff 1928 |      |
| Zwolle                        | Grote of Sint-Michaëlskerk, RCE 41666                                                      | 1406–1466                                                                                  | |      |
| Zwolle                        | Kirche Onze Lieve Vrouwe Hemelopnaming (Mariä Himmelfahrt), RCE 41764                      | 1394–14684                                                                                 | Seitenschiffe 1887–1889 angefügt und 1970–1980 wieder entfernt, daher neue Seitenwände des Langhauses                                     |      |
| Zwolle                        | Broerenkerk (Brüderkirche) (CC), RCE 41549                                                 | 1465                                                                                       | ehem. Dominikanerkloster |      |
| Zwolle                        | Alte Bibliothek am Broerenkerkplein (CC), RCE 41536                                        | 1465–1493                                                                                  | früheres Konventsgebäude |      |
| Zwolle                        | Rijke Fratershuis (Reiches Brüderhaus) (CC), RCE 41782, M-OV S. 290                        | 1396                                                                                       | Überbleibsel eines Komplexes mehrerer Gebäude mit Gemeinschaftsräumen und Unterkünften von Laienbrüdern, Anhängern der Devotio moderna    |      |
| Zwolle                        | Heilige Geestgasthuis M-OV S. 293                                                          | 14. Jh.                                                                                    | nur Innenhof in seiner mittelalterlichen Form erhalten                                                                                    |      |
| Zwolle                        | Sassenpoort (Sachsentor) (CC), RCE 41788                                                   | 1409                                                                                       | und Reste anderer Stadttore |      |

## Drenthe

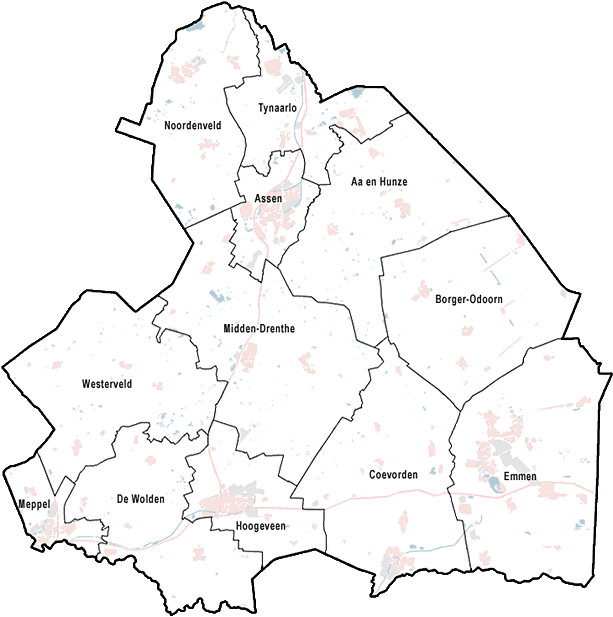
Gemeinden der Provinz Drenthe

(Anzahl der Gebäude und Gebäudegruppen: 25)
Hintergrundinformationen:
- RCE = Datenbank des Rijksdienst voor het Cultureel Erfgoed (Reichsdienst für das Kulturerbe)
- M-DR = Band über die Provinz Drenthe der Reihe Monumenten in Nederland, verfügbar als PDF zum kostenlosen Download, siehe Literatur: Monumenten in Nederland

Bei einigen Gebäuden ist unter „(CC)“ die zugehörige Bildersammlung in Wikimedia Commons verlinkt.
| Ort                                | Bauwerk                                             | Bauzeit                                                      | Anmerkungen | Foto |
| ---------------------------------- | --------------------------------------------------- | ------------------------------------------------------------ | --- | ---- |
| Anloo, Aa en Hunze                 | Magnuskerk (CC), RCE 8152                           | Chor gotisch 15. Jh.                                         | Schiff romanisch Tuffstein um 1100, Turm romanisch Backstein, gotische Chorfenster um 1900 romanisch verändert |      |
| Beilen, Midden-Drenthe             | Prot. Stefanuskerk (CC), RCE 8890                   | 15./16. Jh.                                                  | |      |
| Borger, Borger-Odoorn              | Turm der prot. Willibrordkerk (CC), RCE 9898        | 14. Jh.                                                      | Schiff neuer                                                                                                   |      |
| Coevorden                          | Kasteel van Coevorden (CC), RCE 11487 und RCE 11488 | 15. u. 16. Jh.                                               | getüncht aber nicht verputzt                                                                                   |      |
| Diever, Westerveld                 | Prot. Pancratiuskerk (CC), RCE 12902                | gotisch 13. u. 16. Jh., untere Teile der Wände aus Tuffstein | |      |
| Dwingeloo, Westerveld              | Prot. Nicolaaskerk (CC), RCE 14228                  | 15. Jh.                                                      | |      |
| Eelde, Tynaarlo                    | Dorfkirche (CC), RCE 14491                          | 14. Jh.                                                      | |      |
| Emmen (Drenthe)                    | Grote Kerk (CC), RCE 14958 M-DR S. 113 ff.          | Turm 12. Jh. u. 1456                                         | romanischer Turm gotisch erhöht; Schiff 19. Jh.                                                                |      |
| Havelte, Westerveld                | Prot. Clemenskerk (CC), RCE 21033                   | vergrößert im 15. Jh.                                        | |      |
| Kolderveen, Meppel                 | Kerk van Kolderveen (CC), RCE 30962                 | 14. Jh., ergänzt 1471                                        | |      |
| Meppel                             | Prot. Grote of Mariakerk (CC), RCE 28631            | 1422                                                         | |      |
| Nijeveen, Meppel                   | Kerk van Nijeveen (CC), RCE 30959                   | ab 1477                                                      | verändert 1627                                                                                                 |      |
| Norg, Noordenveld                  | Prot. Sint-Margaretakerk (CC), RCE 30783            | 13. Jh.                                                      | romanisch u. gotisch                                                                                           |      |
| Oosterhesselen, Coevorden          | Prot. Kirche (CC), RCE 31633                        | 15. Jh.                                                      | Schiff verputzt                                                                                                |      |
| Peize, Noordenveld                 | Johanneskerk (CC), RCE 32140, M-DR S. 165           | 2. H. 13. Jh.                                                | Turm 1624, Chor 1824, Fenster des Schiffs bei Restaurierung wieder in frühgotische Form gebracht               |      |
| Roden, Noordenveld                 | Prot. Catharinakerk (CC), RCE 32534                 | 13., Seitenschiffe, Chor u. Turm 15. Jh.                     | |      |
| Rolde, Aa en Hunze                 | Prot. Jacobuskerk (CC), RCE 32699                   | 15. Jh.                                                      | |      |
| Ruinen, De Wolden                  | Prot. Mariakerk (CC), RCE 32969                     | 15. Jh.                                                      | |      |
| Ruinerwold-Blijdenstein, De Wolden | Prot. Bartholomeüskerk (CC), RCE 32983              | 15./16. Jh.                                                  | |      |
| Sleen, Coevorden                   | Turm von Sleen (CC), RCE 33779                      |                                                              | nach Information des RCE ist das Schiff im Wesentlichen mittelalterlich                                        |      |
| Vledder, Westerveld                | Prot. Kirche (CC), RCE 37474                        | 15. Jh.                                                      | |      |
| Vries, Tynaarlo                    | Prot. Kirche (CC), RCE 38146                        | Chor 1425                                                    | re-romanisiertes Schiff aus Tuffstein, spätgotischer Chor aus Backstein                                        |      |
| Westerbork, Midden-Drenthe         | Prot. Stefanuskerk (CC), RCE 38743                  | 15. Jh.                                                      | |      |
| Zuidlaren, Tynaarlo                | Prot. Kirche (CC), RCE 41091                        | um 1300                                                      | |      |
| Zweeloo, Coevorden                 | Kirche (CC), RCE 41517                              | 14. Jh.                                                      | |      |

## Limburg NL

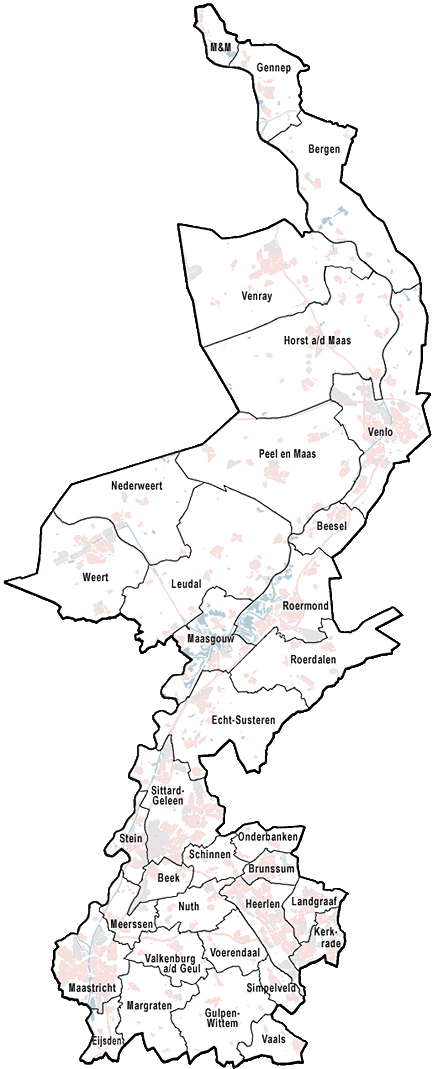
Niederländisch-Limburg

(Anzahl der Gebäude und Gebäudegruppen: 38)
Hintergrundinformationen:
- RCE = Datenbank des Rijksdienst voor het Cultureel Erfgoed (Reichsdienst für das Kulturerbe)
- M-LI = Band über die Provinz Limburg der Reihe Monumenten in Nederland, verfügbar als PDF zum kostenlosen Download, siehe Literatur: Monumenten in Nederland

Bei einigen Gebäuden ist unter „(CC)“ die zugehörige Bildersammlung in Wikimedia Commons verlinkt.
| Ort                            | Bauwerk                                                      | Bauzeit                        | Anmerkungen | Foto                                 |
| ------------------------------ | ------------------------------------------------------------ | ------------------------------ | --- | ------------------------------------ |
| Blitterswijck, Venray          | Onze-Lieve-Vrouw Geboortekerk (CC), RCE 28433                | 15. Jh.                        | Turm u. Schiff mittelalterlich, Chor u. Querhaus 1951 |                                      |
| Broekhuizen, Horst aan de Maas | Sint-Nicolaaskerk (CC), RCE 5872                             | um 1500                        | 1951 um zwei Joche nach Westen vergrößert |                                      |
| Castenray, Venray              | Sint-Matthiaskerk (CC), RCE 37215, M-LI S. 184               | Chor 15. Jh.                   | mittelalterlicher Chor in neugotische Kirche von 1911 integriert, Turm 1946–1948 (nach Zerstörung im Zweiten Weltkrieg) |                                      |
| Echt, Echt-Susteren            | Sint-Landricuskerk (CC), RCE 14256                           | 15. Jh.                        | zwei westl. Joche und Turm 1873 |                                      |
| Eygelshoven, Kerkrade          | Kleine Kerkje (CC) (Johannis des Täufers), RCE 23579         | frühes 16. Jh.                 | Turm älter und überw. aus Haustein |                                      |
| Geleen, Sittard-Geleen         | Sint-Marcellinus en Sint-Petruskerk (CC), RCE 16037          |                                | nur Turm mittelalterlich, Portalgewände aus Backstein, ansonsten unregelm. Mischung aus Backstein und verputzten Wandteilen |                                      |
| Gennep                         | Huis Heijen (CC), RCE 526593                                 | 16. u. 17. Jh.                 | gotisch u. Renaissance |                                      |
| Gennep                         | Molenstraat 11, RCE 470319                                   | frühes 16. Jh.                 | |                                      |
| Grathem, Leudal                | Sint-Severinuskerk (CC), RCE 17203                           | 15. Jh.                        | Pseudobasilika aus Backstein, 13. Jh. Turm u. 1500 Chor aus Mergel |                                      |
| Leunen, Venray                 | Sint-Catharinakerk (CC), RCE 37219                           | Chor 15. Jh.                   | Schiff 1888, Turm 1907 |                                      |
| Merselo, Venray                | Sint-Johannes de Doperkerk (CC), RCE 37221                   | Chor 15. Jh.                   | Schiff 1890/1891 | Sint-Johannes de Doperkerk (Merselo) |
| Mook, Mook en Middelaar        | Sint-Antonius Abtkerk (CC), RCE 30073                        | Kapellen 15. Jh., Turm 16. Jh. | ältere andere Teile aus Mergel; 1910 erweitert |                                      |
| Nederweert                     | Sint-Lambertuskerk (CC), RCE 30315                           | Turm 1467                      | Schiff u. Chor 1840 |                                      |
| Oirlo, Venray                  | Sint-Gertrudiskerk (CC), RCE 37225                           | Chor 15. Jh.                   | übriges Bauwerk nach Zerstörung im Zweiten Weltkrieg 1951–1958 durch eine neue Kirche ersetzt |                                      |
| Oirsbeek, Beekdaelen           | Sint-Lambertuskerk (CC), RCE 33349                           | Turm 1514                      | Lagen aus Backstein und aus Mergel; Schiff in ähnlicher Gestaltung 1954 |                                      |
| Oostrum, Venray                | Onze-Lieve-Vrouw Geboortekerk (CC), RCE 37228                | Chor u. altes Schiff 15. Jh.   | 1935–1936 neue Kreuzbasilika seitlich an die alte Kirche gebaut |                                      |
| Roggel, Leudal                 | Sint-Petruskerk (CC), RCE 32693                              | 15. Jh.                        | Pseudobasilika 1853 halbwegs zu einer Hallenkirche umgebaut durch ein hohes neugotisches Seitenschiff Seitenschiff, Turm nach dem Zweiten Weltkrieg verändert wiederaufgebaut; Westteil von Schiff und südl. Seitenschiff mittelalterlich |                                      |
| Roermond, M-LI S. 301 ff.      | Christoffelkathedraal, RCE 32552                             | 15./16. Jh.                    | basilikales Schiff, Hallenchor |                                      |
| Roermond, M-LI S. 301 ff.      | Prot. Minderbroederskerk (Franziskanerkirche), RCE 32579     | um 1500                        | mögl. einige Teile aus dem 13. Jh.; Hallenkirche |                                      |
| Roermond, M-LI S. 301 ff.      | ehem. Caroluskapel (CC), RCE 32650                           | 1398 und 16. Jh.               | 15. Jh. Anbau der Sakristei, ab 1554 Wiederaufbau nach Brand, ab 1748 strukturell verändert |                                      |
| Roermond, M-LI S. 301 ff.      | Begaardenklooster, RCE 32663                                 | Kapelle um 1500                | Südflügel späterbarock verändert |                                      |
| Roermond, M-LI S. 301 ff.      | Haus Drehmans (CC), RCE 32550, M-LI S. 307                   | 1520                           | |                                      |
| Roermond, M-LI S. 301 ff.      | Huis De Toren (Turmhaus) (CC), RCE 32685                     | ab 15. Jh.                     | |                                      |
| Roermond, M-LI S. 301 ff.      | Rattentoren (Rattenturm) der Stadtmauer (CC), RCE 32600      | 14. Jh.                        | |                                      |
| Asselt, Roermond               | Sint-Dionysiuskerk (CC), RCE 34972                           | Turm 1515                      | Chor romanisch aus Feldstein, Schiff neoromanisch m. Außenhaut aus Feldstein |                                      |
| Schinveld, Beekdaelen          | Sint-Eligiuskerk (CC), RCE 42089                             | Turm um 1500                   | im 19. Jh. erhöht |                                      |
| Sittard, Sittard-Geleen        | St.-Peters-Kirche (CC), RCE 33678                            | 13.–16. Jh.                    | basilikales Schiff aus Backstein, untere Teile des Turms Lagen von Backstein u. Stein; Querhaus, Chor und oberstes Turmgeschoss aus Haustein                                                                                              |                                      |
| Swalmen                        | St.-Lambertuskerk (CC) RCE 34966                             | Turm nach 1452                 | 1896 ersetzt |                                      |
| Venlo                          | Grote of Sint-Martinuskerk (CC), RCE 37159                   | 1480                           | 1532 Erdbebenschaden am Turm 1950 |                                      |
| Venlo                          | Stadhuis (Rathaus) (CC), RCE 37165, M-LI S. 387 ff.          | ≈1300, 1385                    | im Renaissancestil verändert 1597–1601 |                                      |
| Venlo                          | ehem. Sint-Jacobskerk (CC), RCE 37164                        | um 1500/1533                   | ehem. Hospitalkapelle, heutzutage Teil eines Bürogebäudes |                                      |
| Venlo                          | Sint-Joriskerk (CC), RCE 37162                               | 1509 bzw. 1718                 | mittelalterlicher Chor als Teil einer überwiegend im 18. Jh. errichteten Kirche |                                      |
| Venlo                          | Romerhuis (CC), RCE 37179, M-LI S. 389                       | 1521                           | |                                      |
| Venlo                          | Kapelle des Klosters Mariaweide (CC), RCE 37167, M-LI S. 386 | Ende 15. Jh.                   | übrige heutige Gebäude des Dominikanerinnenklosters wesentlich neuer |                                      |
| Venray                         | Sint-Petrus' Bandenkerk (CC), RCE 37209                      | 2. Hälfte des 15. Jh.          | Turm nach dem Zweiten Weltkrieg ersetzt; Pseudobasilika |                                      |
| Ven-Zelderheide, Gennep        | Sint-Antonius Abt Kapelle (CC), RCE 16098                    | 16. Jh.                        | |                                      |
| Weert                          | Sint-Martinuskerk (CC), RCE 38446                            | 1456                           | Hallenkirche, Kempensche Gotik |                                      |
| Weert                          | Paterskerk Paterskerk (CC), RCE 38456, M-LI S. 405           | 1512–1526                      | zweischiffige Hallenkirche |                                      |